# Liste von Tälern in der Schweiz
Die Liste von Tälern in der Schweiz zeigt einen Überblick über die wichtigsten Täler der Schweiz, sortiert nach Kantonen.

## Kanton Aargau

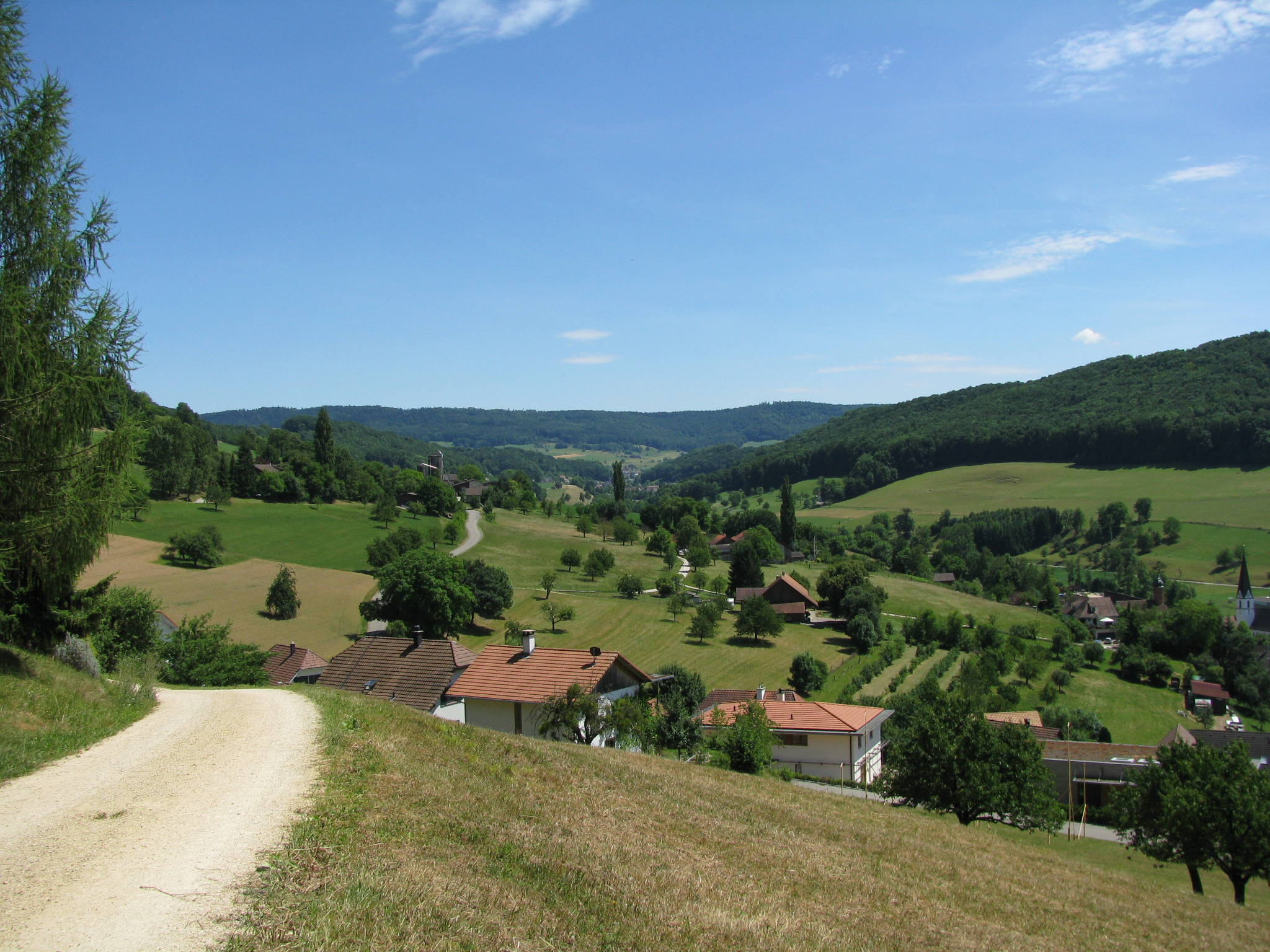
Möhlintal bei Zuzgen

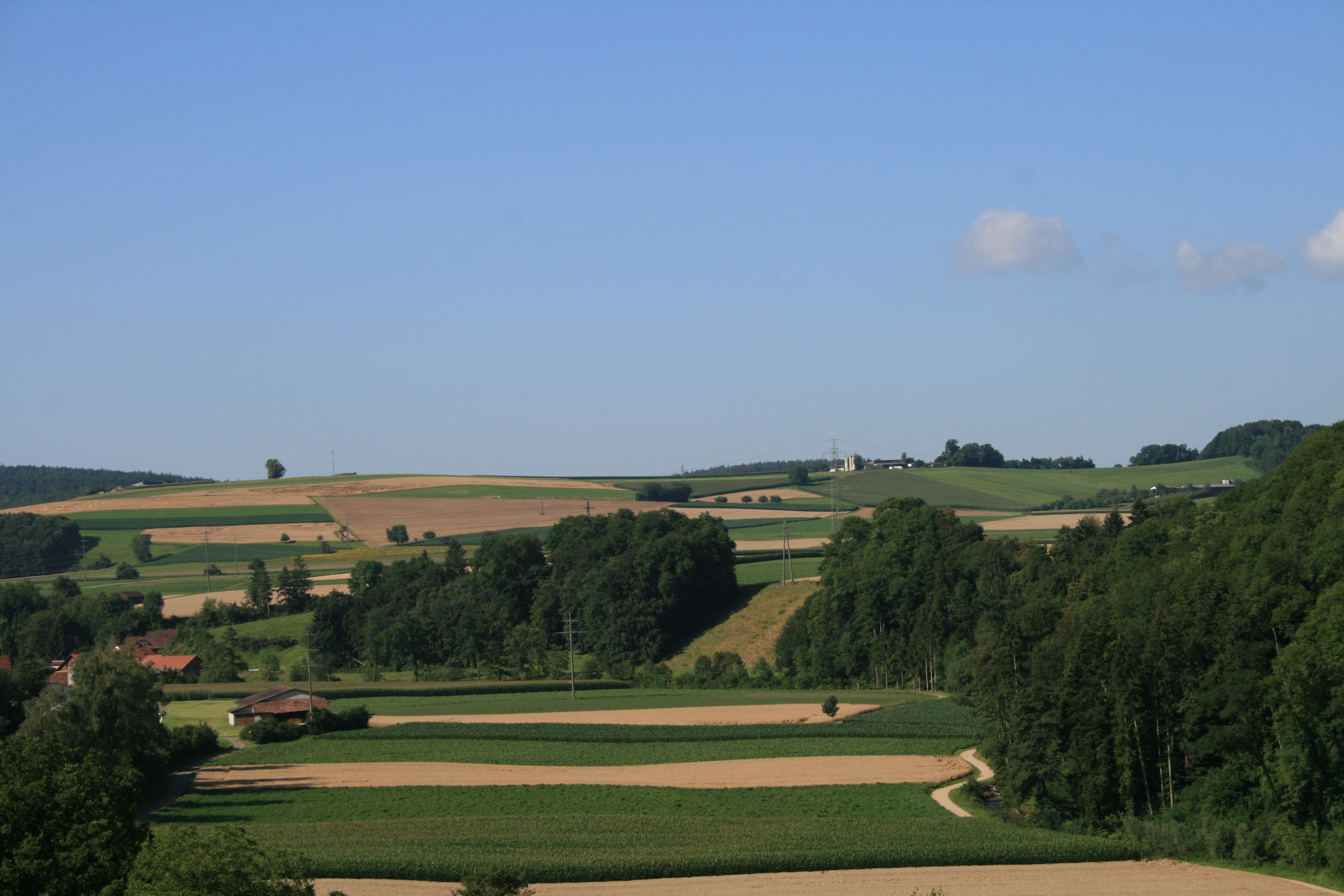
Das Surbtal zwischen Unterendingen und Tegerfelden

A
- Aaretal

B
- Bünztal

F
- Fischingertal
- Fricktal

J
- Jonental

L
- Limmattal

M
- Möhlintal

R
- Reusstal
- Ruedertal

S
- Schenkenbergertal
- Seetal
- Siggental
- Staffeleggtal
- Suhrental
- Surbtal

W
- Wiggertal
- Wynental

## Kanton Basel-Landschaft
K
- Kaltbrunnental

L
- Laufental
- Leimental

R
- Reigoldswilertal

W
- Waldenburgertal

## Kanton Bern

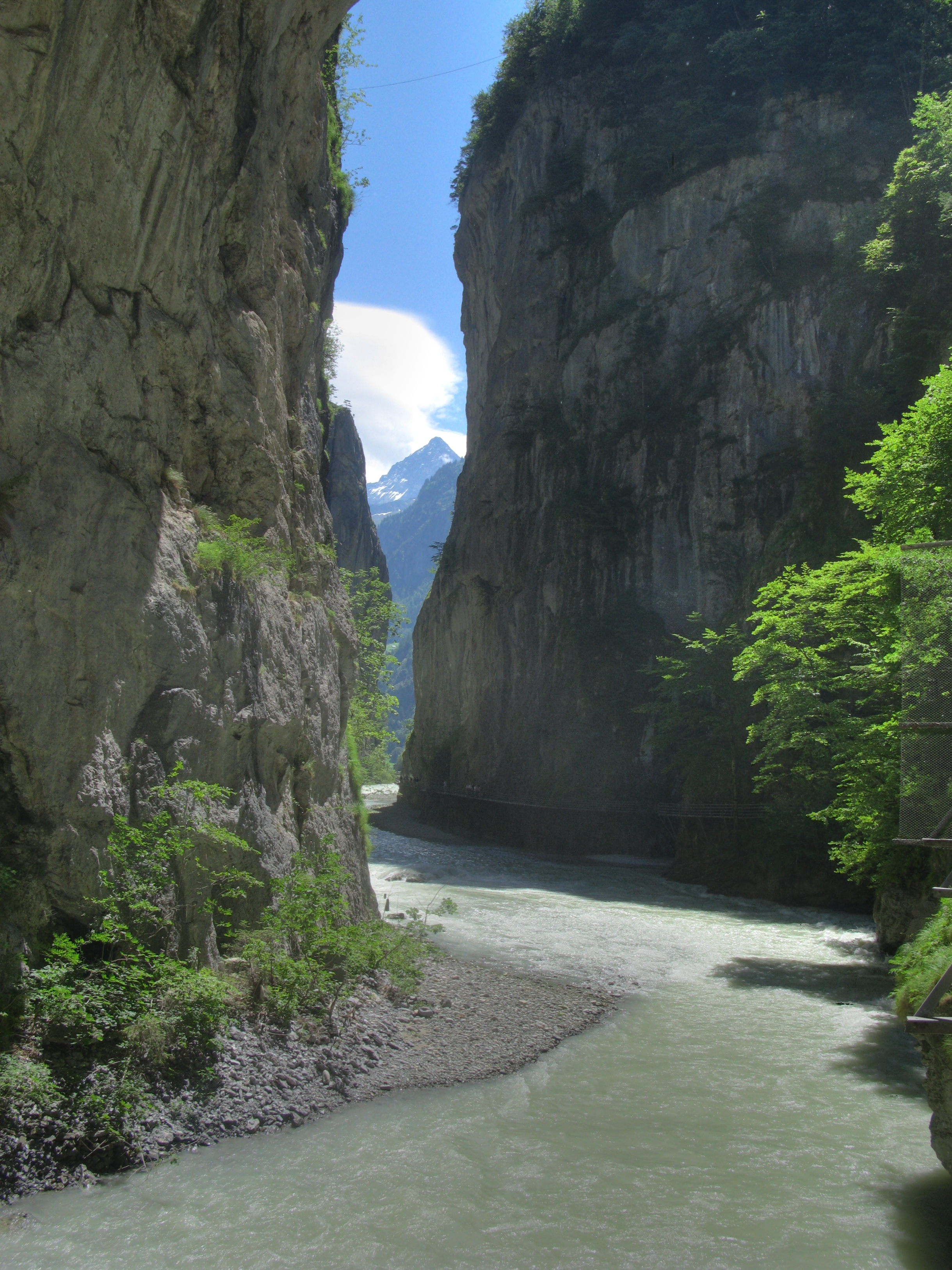
Die Aareschlucht bei Meiringen

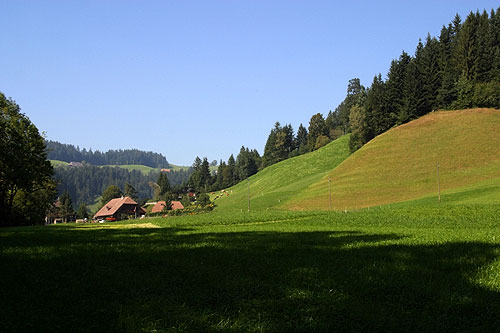
Emmental

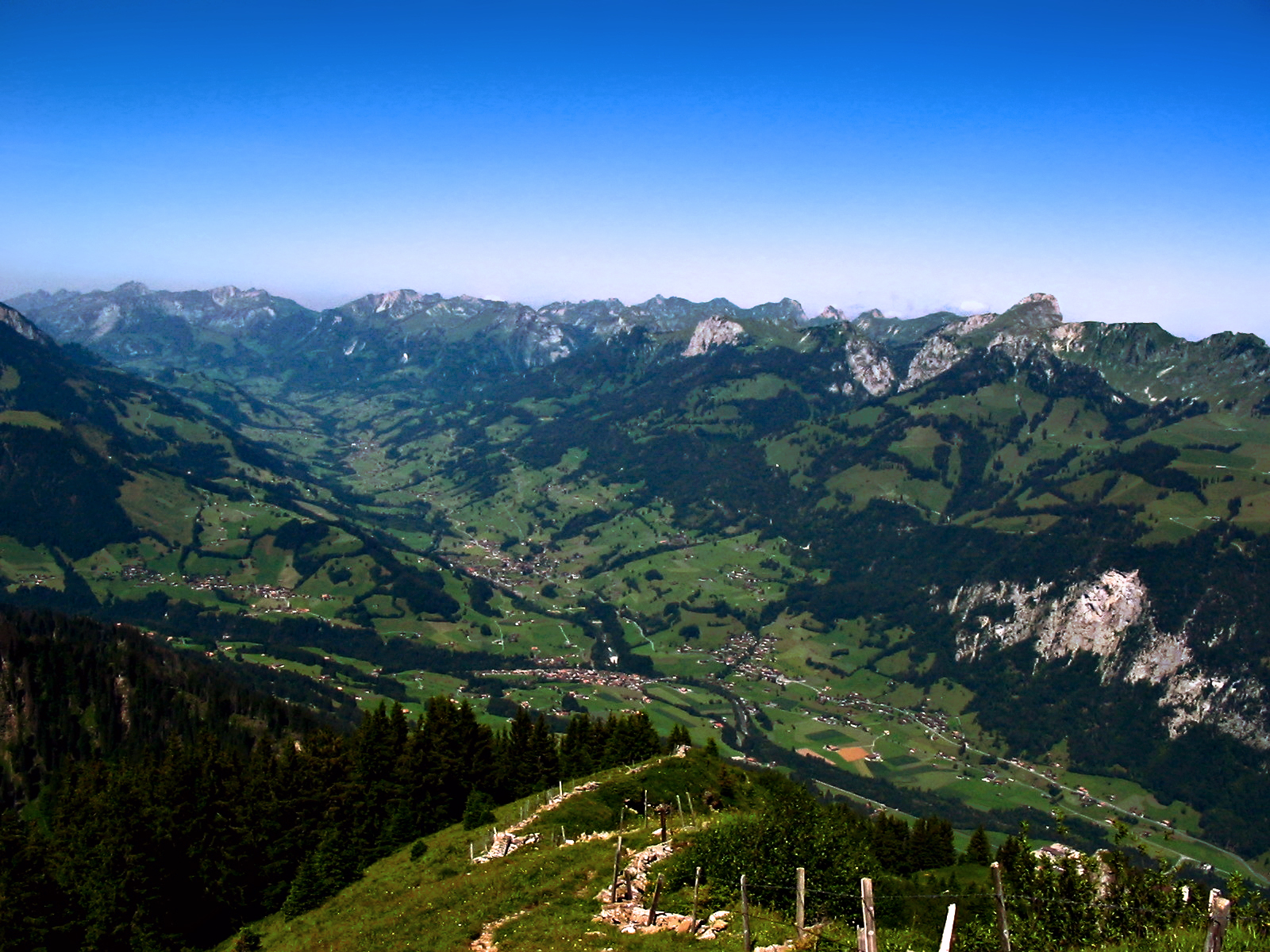
Simmental vom Niesen aus gesehen, rechts die Stockhornkette, links der Ausläufer des Diemtigtals

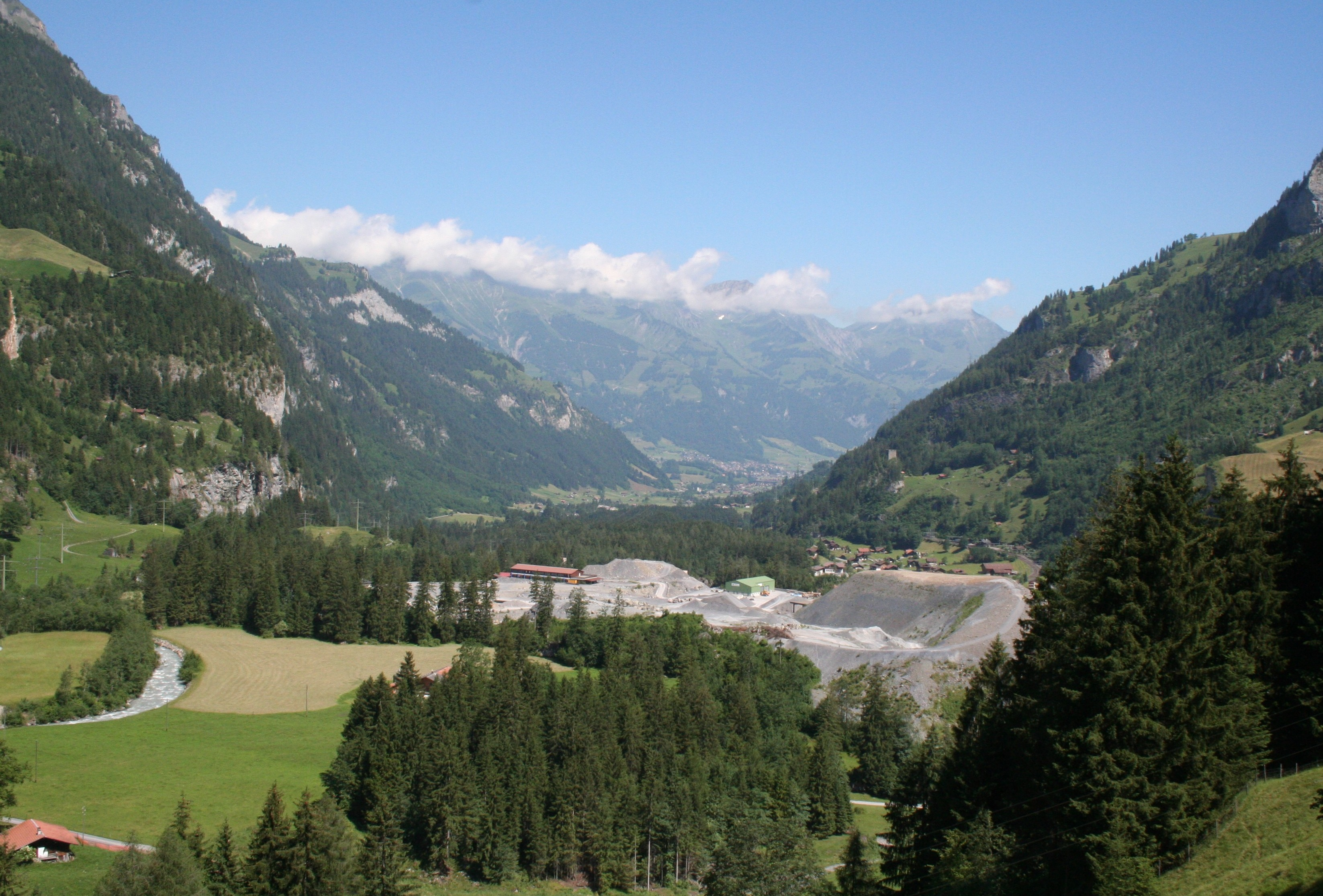
Das Kandertal.

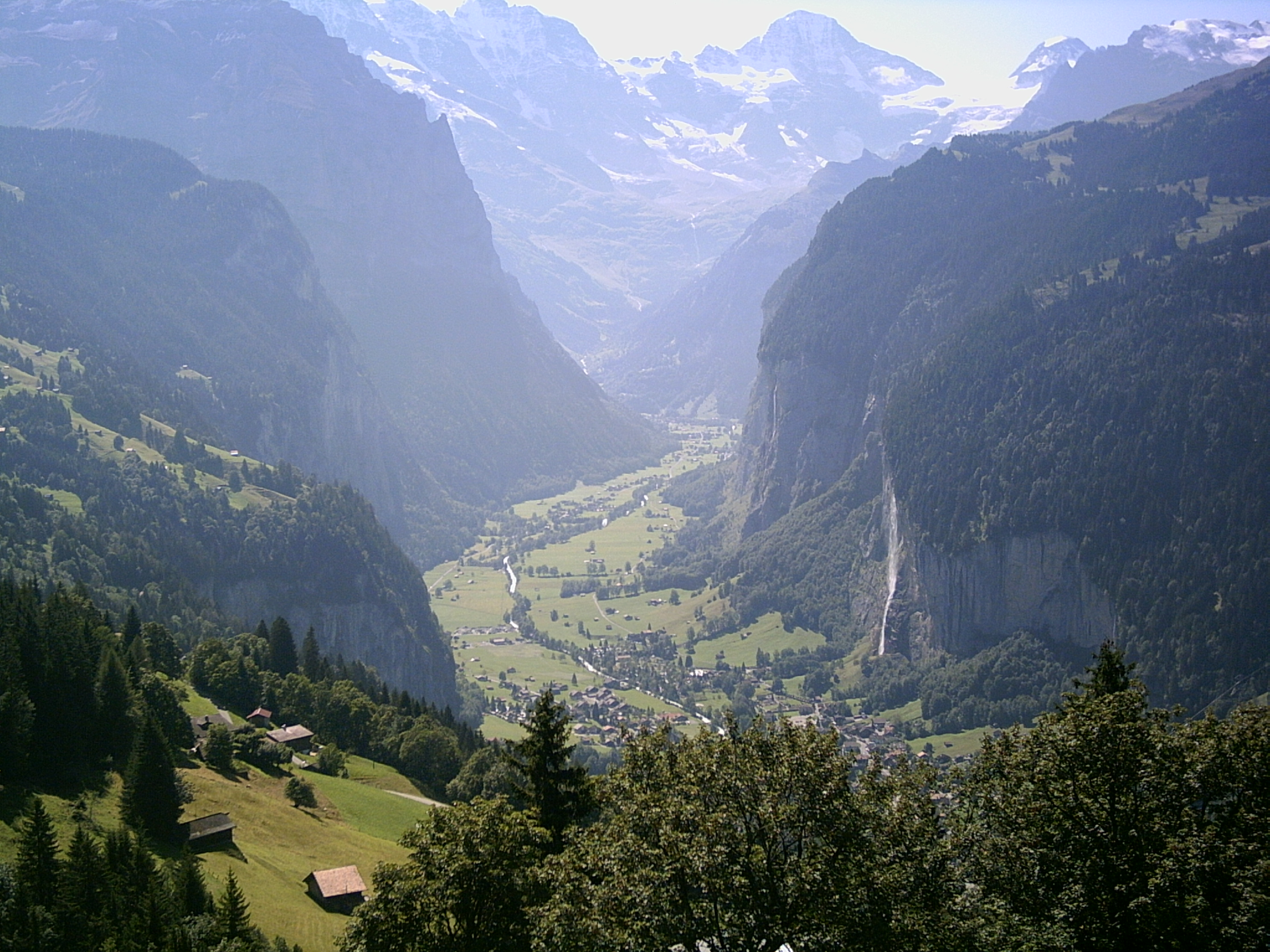
Lauterbrunnental von Wengen mit Staubbachfall

A
- Aareschlucht
- Aaretal
- Alpbachschlucht

C
- Cholerenschlucht (Adelboden)
- Cholerenschlucht (Hünibach)

D
- Diemtigtal

E
- Emmental
- Engstligental

F
- Frutigtal

G
- Gadmertal
- Gasterntal
- Gental
- Gletscherschlucht Rosenlaui
- Glütsch
- Gürbetal

H
- Haslital

I
- Iffigtal

J
- Justistal

K
- Kandertal
- Kiental
- Kiesental

L
- Lauterbrunnental

R
- Reichenbachtal

S
- Vallon de Saint-Imier
- Sefinental
- Simmental
- Spiggengrund
- Stockental
- Suldtal

T
- Taubenlochschlucht
- Vallée de Tavannes

U
- Urbachtal

W
- Worblental

Z
- Zulgtal

## Kanton Glarus

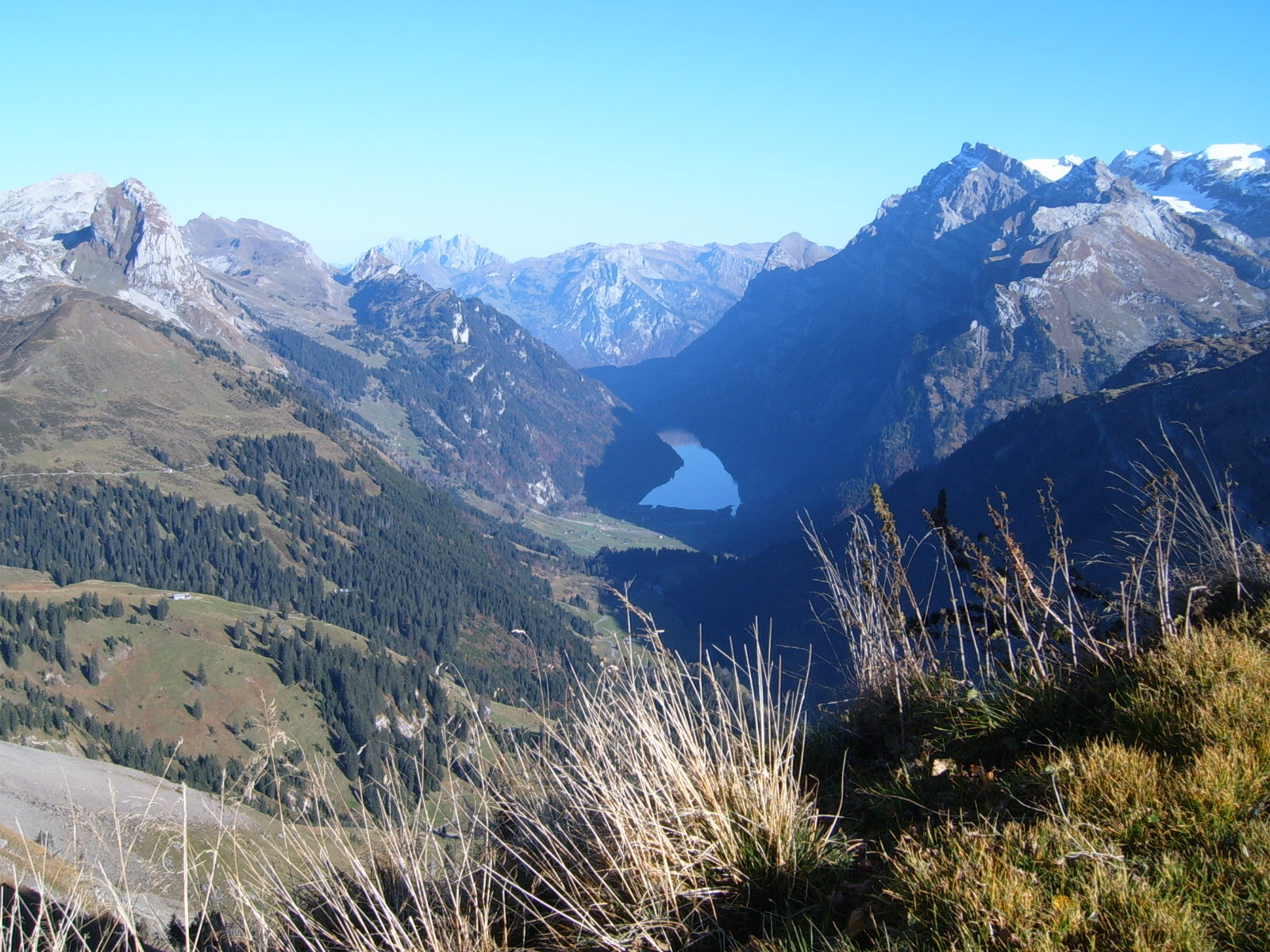
Das Klöntal, vom Saaspass im Westen aus gesehen, mit dem Klöntalersee im Schatten des Glärnisch

D
- Durnachtal

K
- Klöntal

L
- Linthebene

M
- Mürtschental

N
- Niederurnertal/Oberurnertal

O
- Oberseetal

S
- Sernftal

## Kanton Graubünden

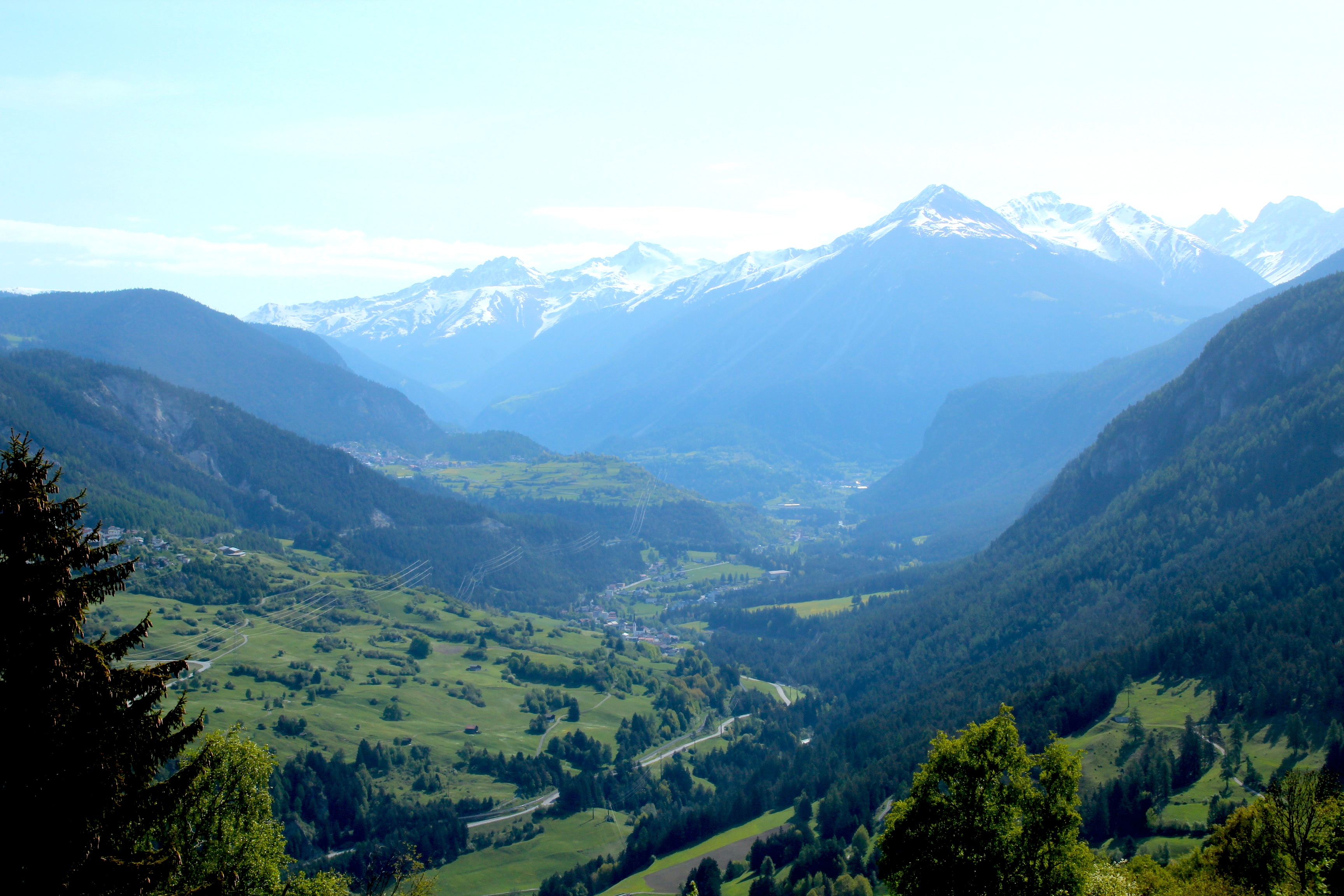
Albulatal nach Osten. Links die Strasse nach Lenzerheide, in der Mitte Surava

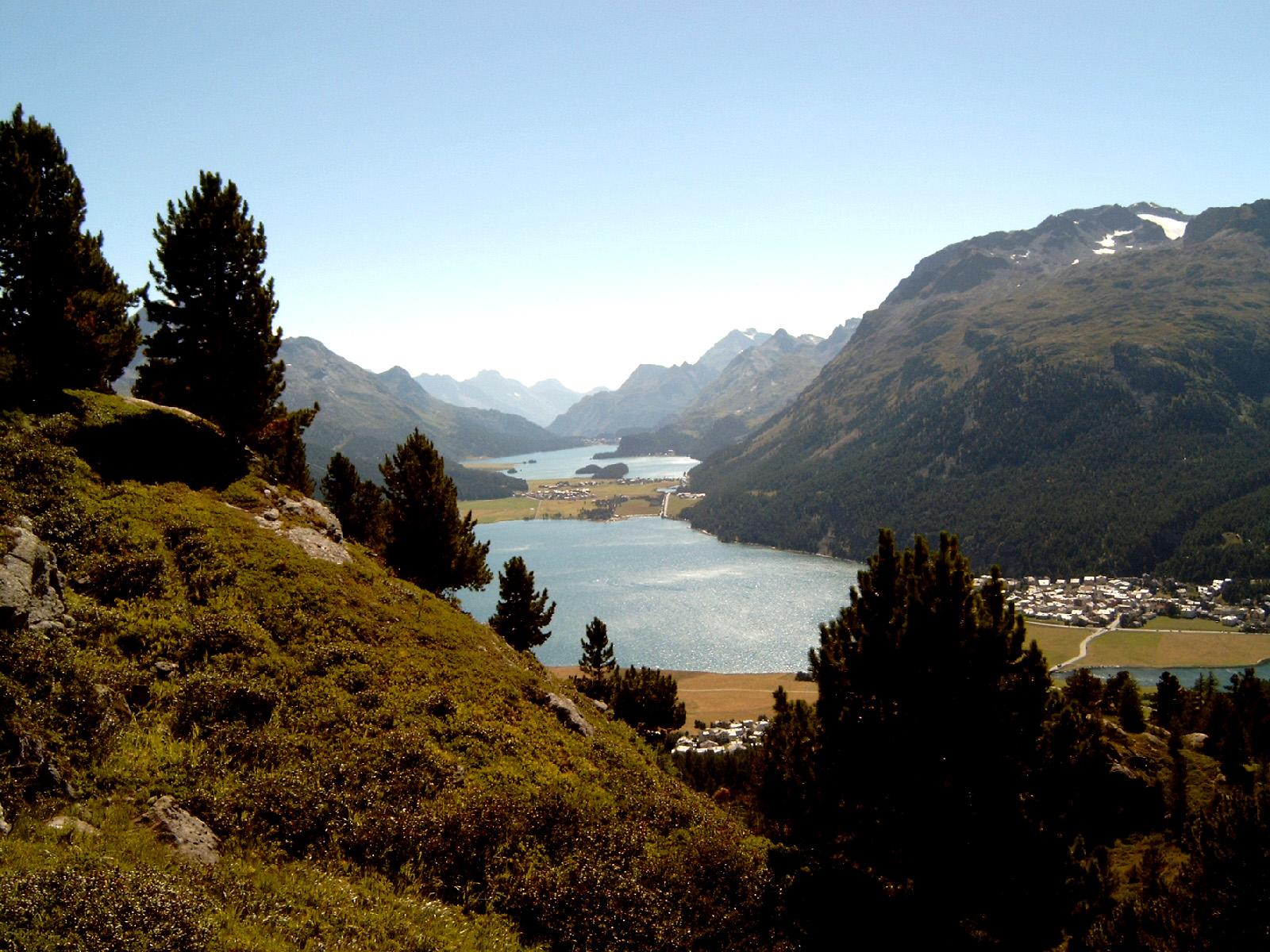
Das Engadin.

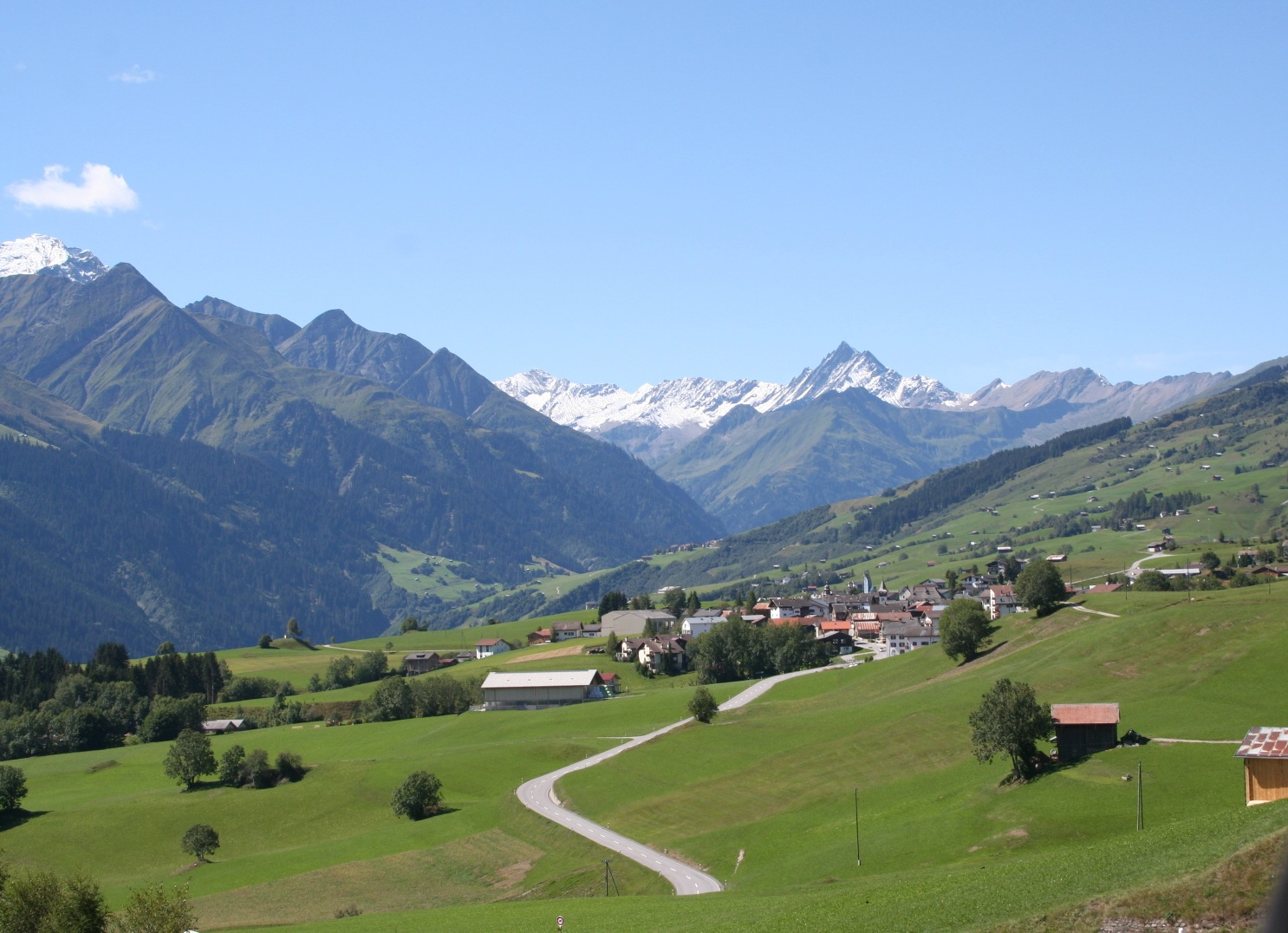
Val Lumnezia bei Vella

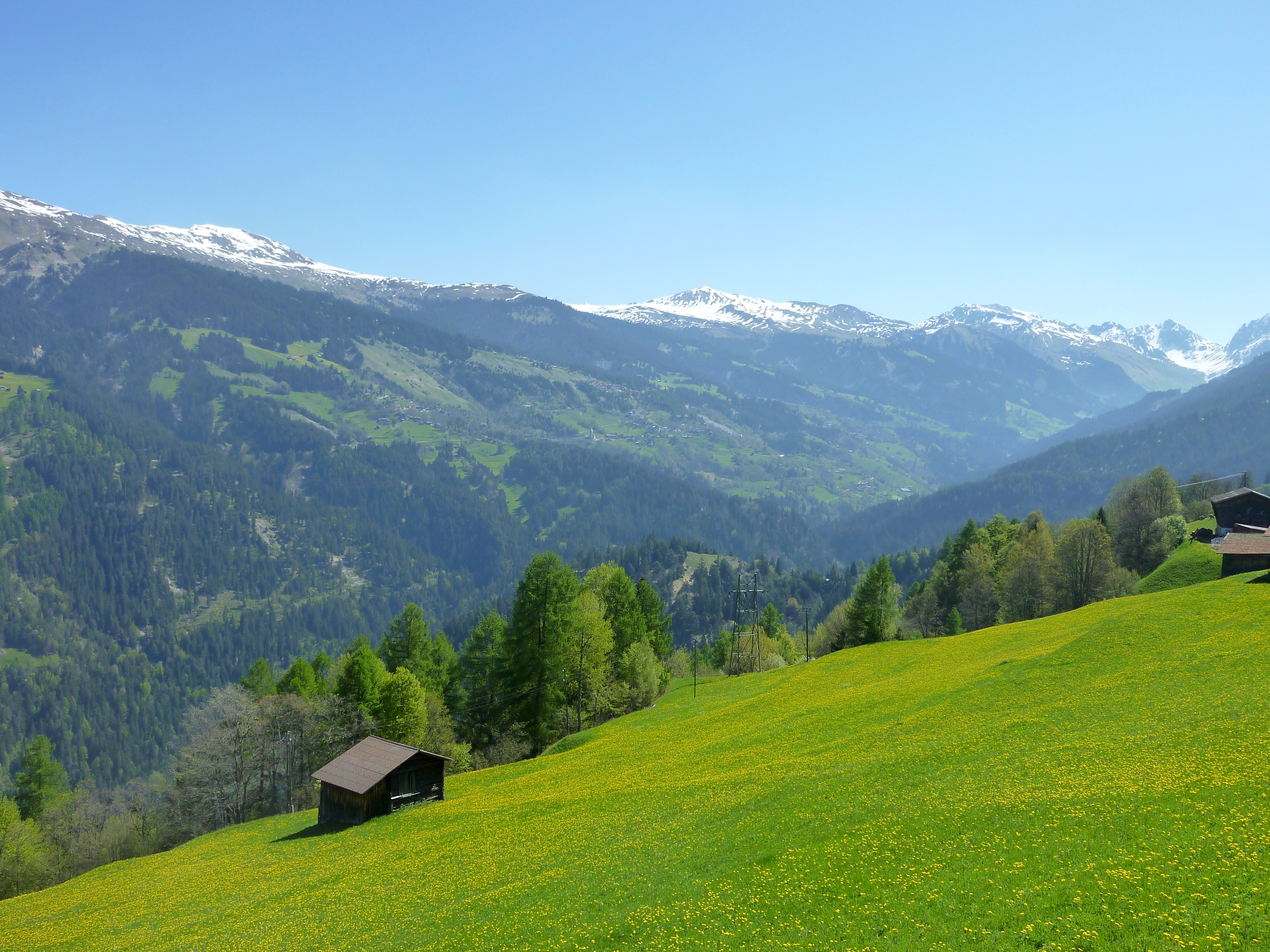
Schanfigg

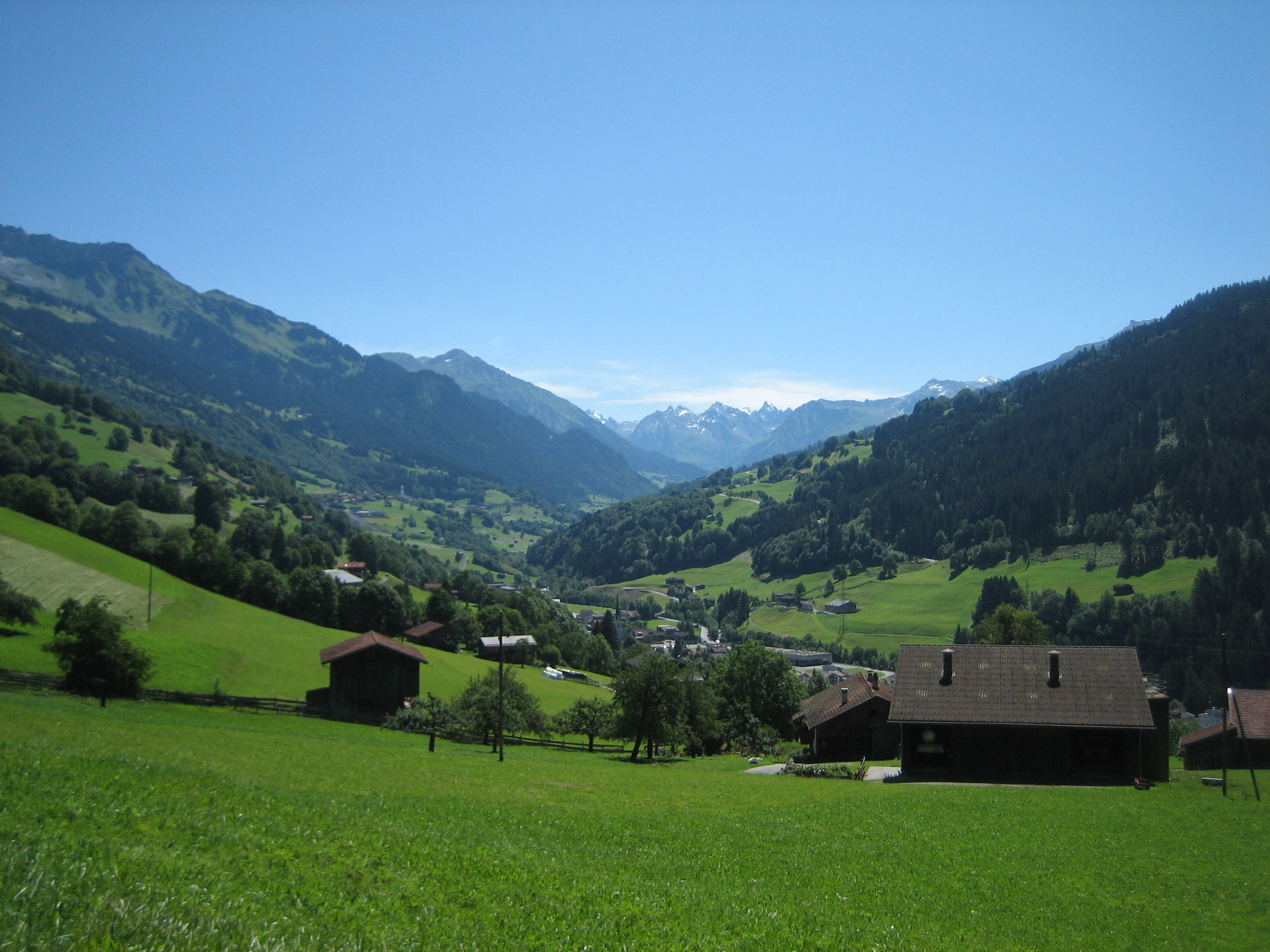
Das Prättigau Richtung Süden bei Küblis

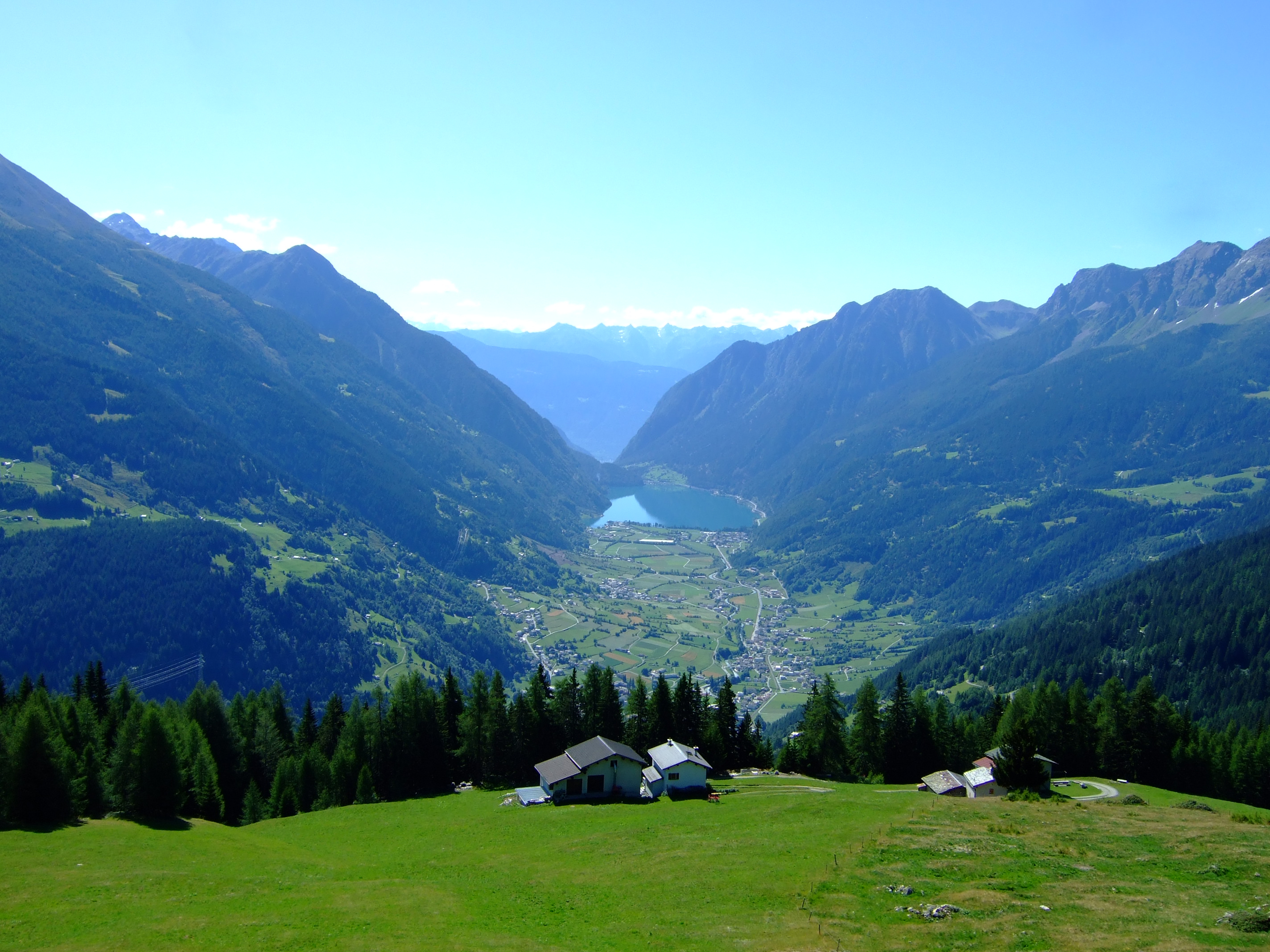
Puschlav südlich von Poschiavo.

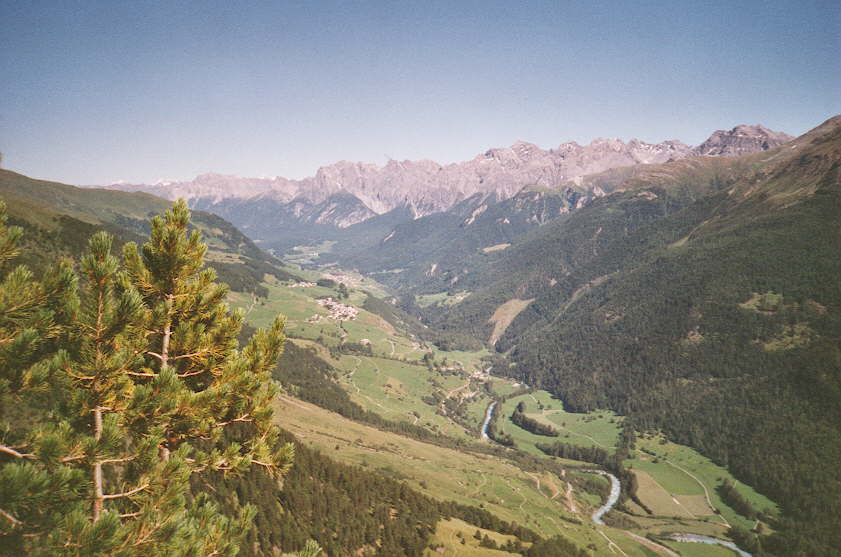
Das Unterengadin.

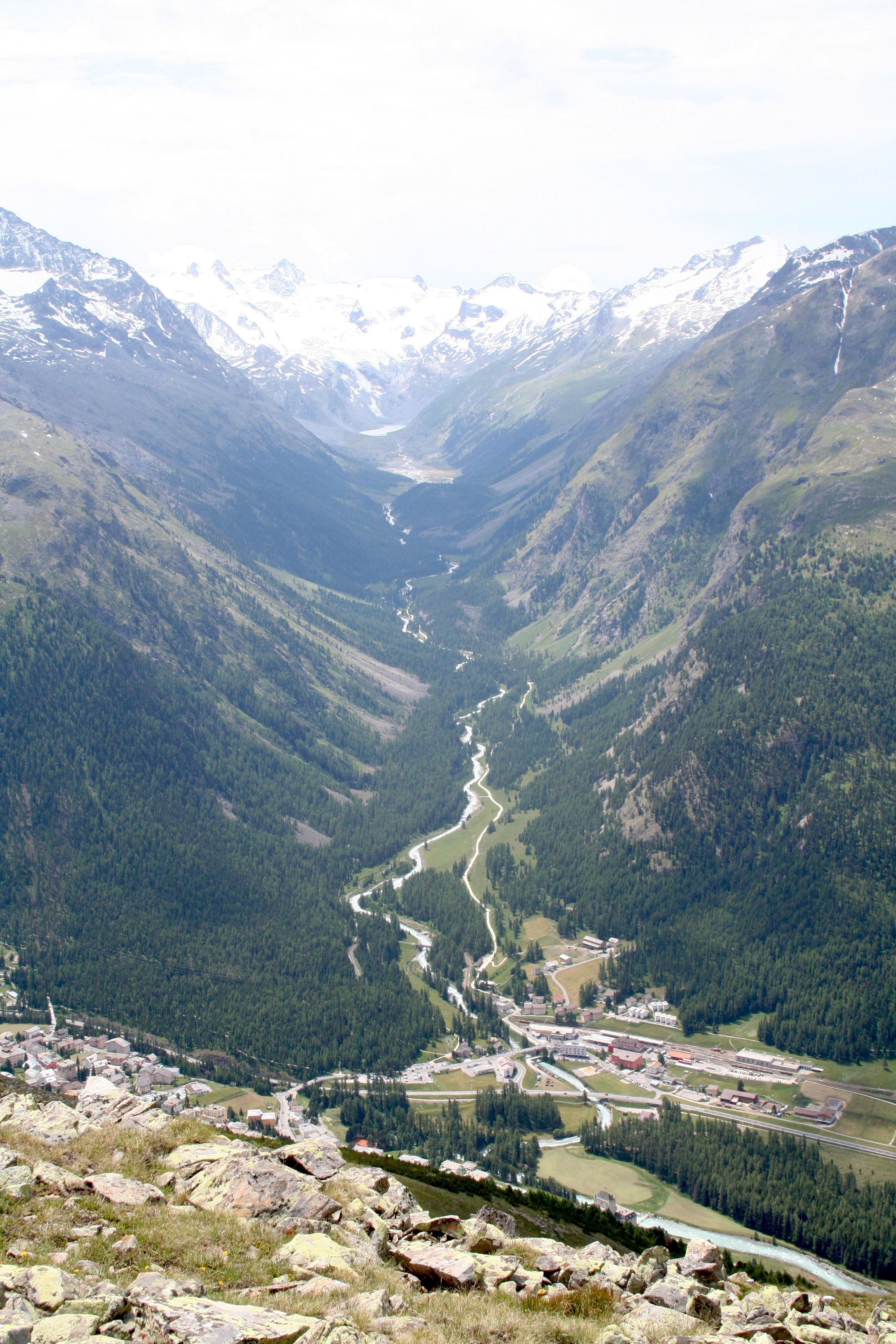
Val Roseg

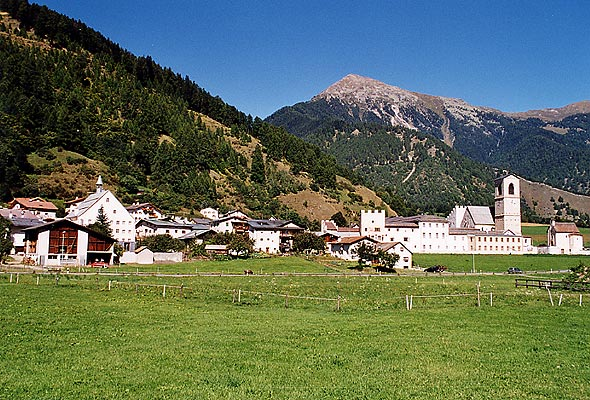
Ort Müstair, im Val Müstair.

A
- Albulatal
- Alpenrheintal
- Averstal

B
- Bargis
- Bergell
- Val Bernina
- Val Bever
- Val Bondasca
- Bregalgatal

C
- Calancatal
- Val di Campo
- Charnadüra
- Churer Rheintal
- Churwaldnertal
- Val Curciusa
- Val Curnera

D
- Dischma
- Domleschg
- Val da la Duana

E
- Engadin
- Val d’Err

F
- Val Faller
- Ferreratal
- Fextal
- Fimbatal
- Fondei

I
- Inntal

K
- Klus (Prättigau)

L
- Val Lumnezia

M
- Madris
- Val Medel
- Val Mingèr
- Val Minor
- Misox
- Val Mora
- Val Morteratsch
- Val Müstair

N
- Val Nüglia

O
- Oberengadin
- Oberhalbstein

P
- Prättigau
- Puschlav

R
- Rheintal oder Alpenrheintal
- Rofflaschlucht
- Val Roseg
- Ruinaulta

S
- Val S-charl
- Safiental
- Val Sampuoir (Ardez)
- Val Sampuoir (Valsot)
- Sapün
- Scaläratobel
- Schams
- Schanfigg
- Schinschlucht
- Val Sinestra
- Val da Spöl
- Steinbachtobel
- Val Strem
- Val da Stugl
- Val Sumvitg
- Surselva
- Val Susauna

T
- Tamangur
- Taminatal
- Val Tantermozza (Susch)
- Val Tantermozza (Zernez)
- Val Tuors

U
- Val d’Uina
- Unterengadin

V
- Valser Tal (Graubünden)
- Viamala
- Val Vignun

W
- Welschtobel

Z
- Zügenschlucht
- Val Zuort

## Kanton Jura
D
- Delsberger Becken

## Kanton Luzern
E
- Eigental
- Entlebuch (Region)

M
- Mariental (Schweiz)

R
- Rontal (Kanton Luzern)

S
- Seetal

W
- Wiggertal

## Kanton Neuenburg

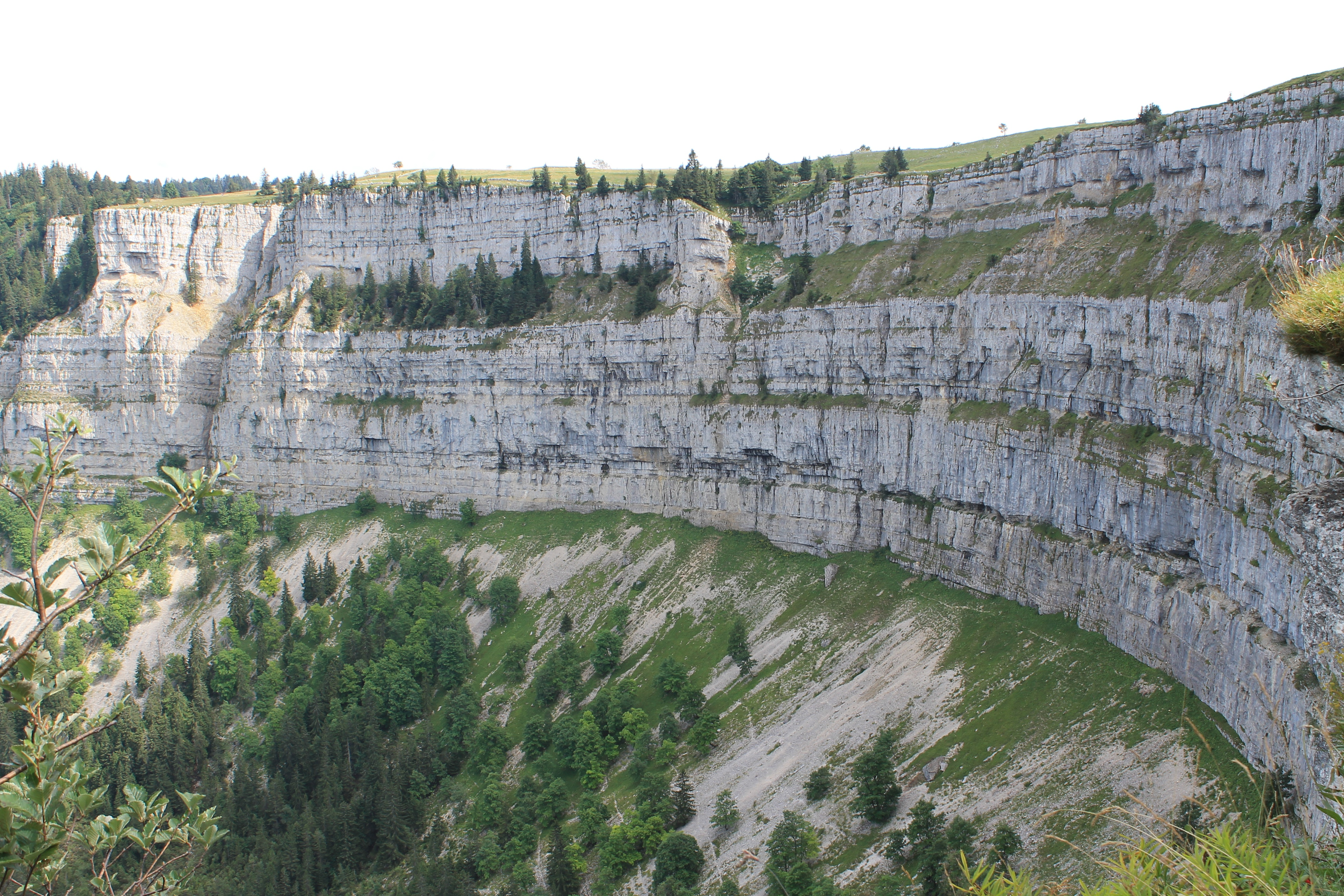
Creux du Van

C
- Creux du Van

P
- Poëta-Raisse-Schlucht

V
- Val de Ruz
- Val de Travers
- Vallée de la Brévine
- Vallée des Ponts

## Kanton Obwalden

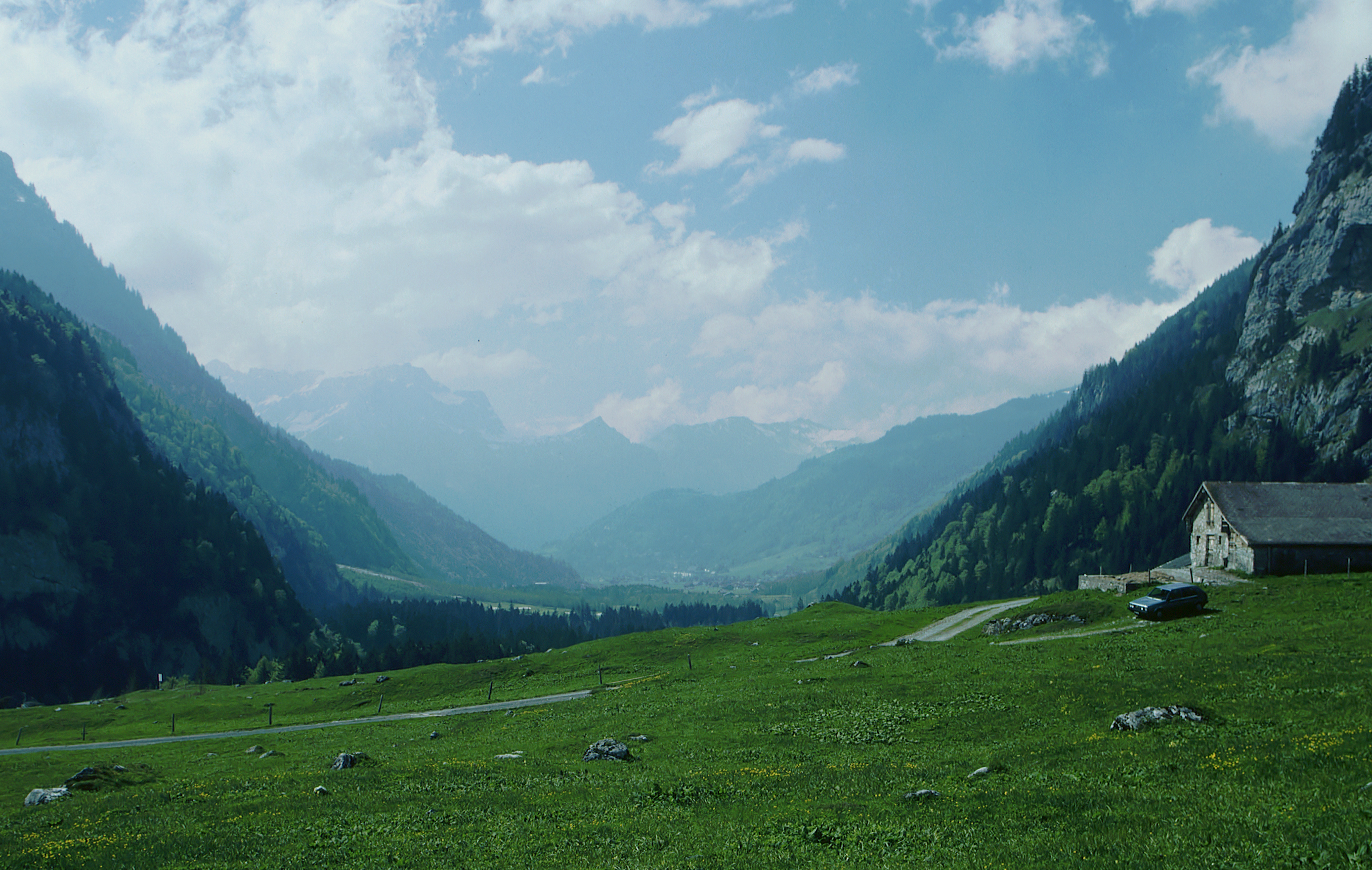
Talanfang des Engelbergertals mit Engelberg in der Ferne.

E
- Engelbergertal

K
- Kleines Melchtal

M
- Melchtal

R
- Ranftschlucht

S
- Sarneraatal

## Kanton Schwyz

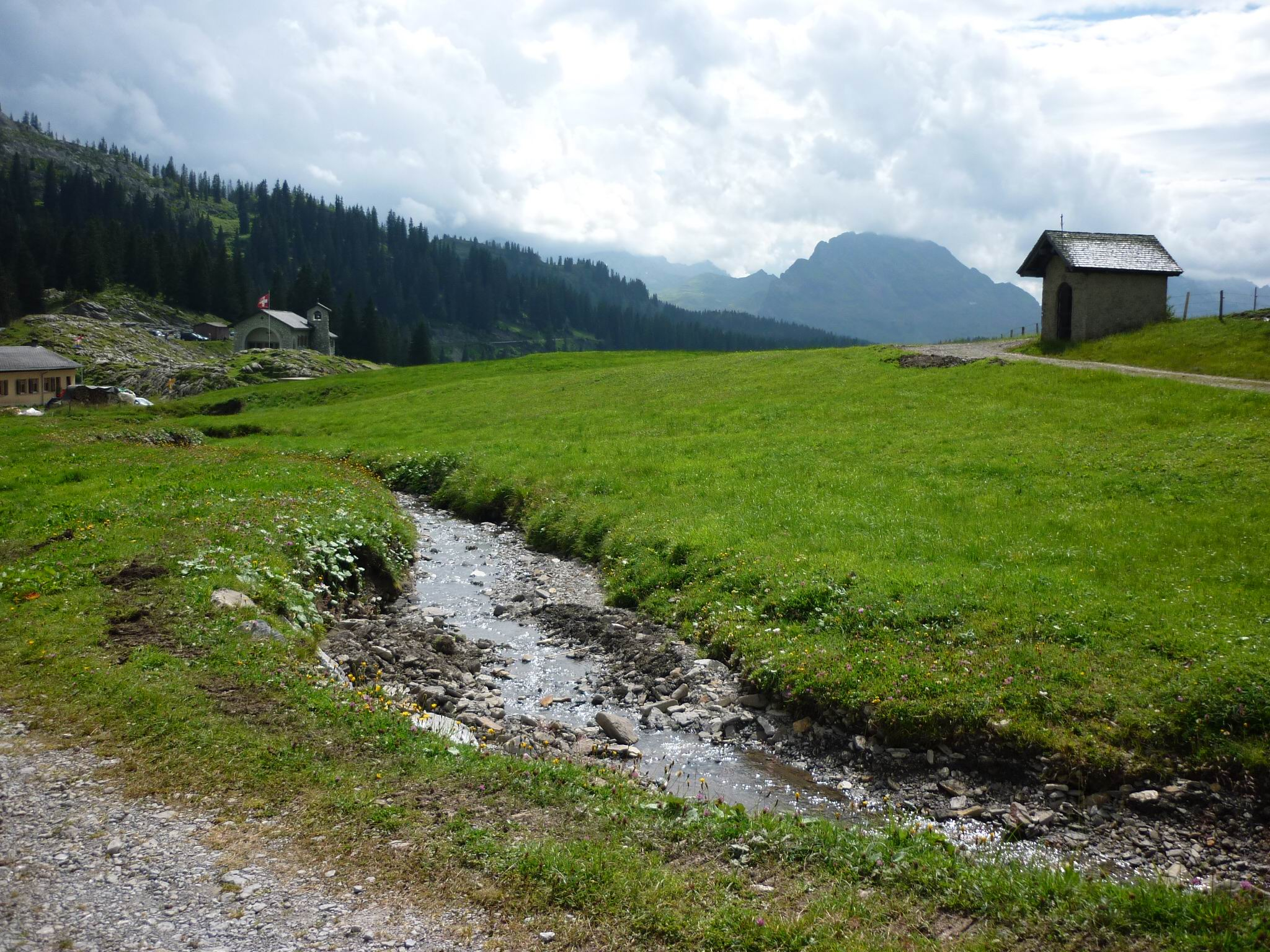
Der Pragelpass im Muotatal.

A
- Alptal

B
- Bisistal

L
- Linthebene

M
- Muotatal

S
- Sihltal

T
- Trepsental

W
- Wägital

## Kanton Solothurn

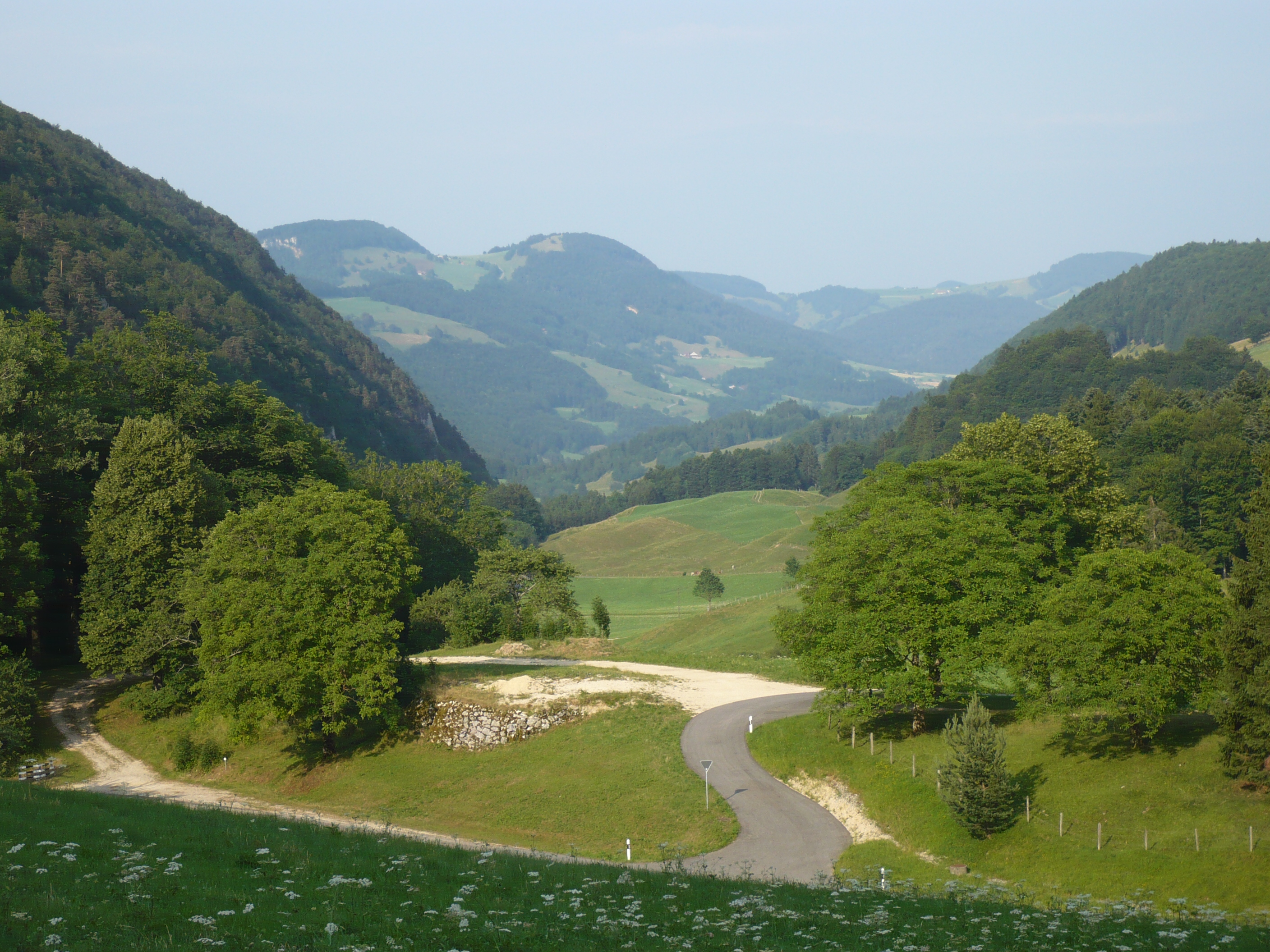
Das Guldental.

G
- Guldental (Tal)

K
- Kaltbrunnental

L
- Leimental

T
- Teufelsschlucht (Schweiz)

## Kanton St. Gallen
A
- Alpenrheintal

B
- Batöni

C
- Calfeisental

G
- Galgentobel
- Goldingertal

L
- Linthebene

M
- Mülenenschlucht
- Murgtal (St. Gallen)

O
- Ofenloch

R

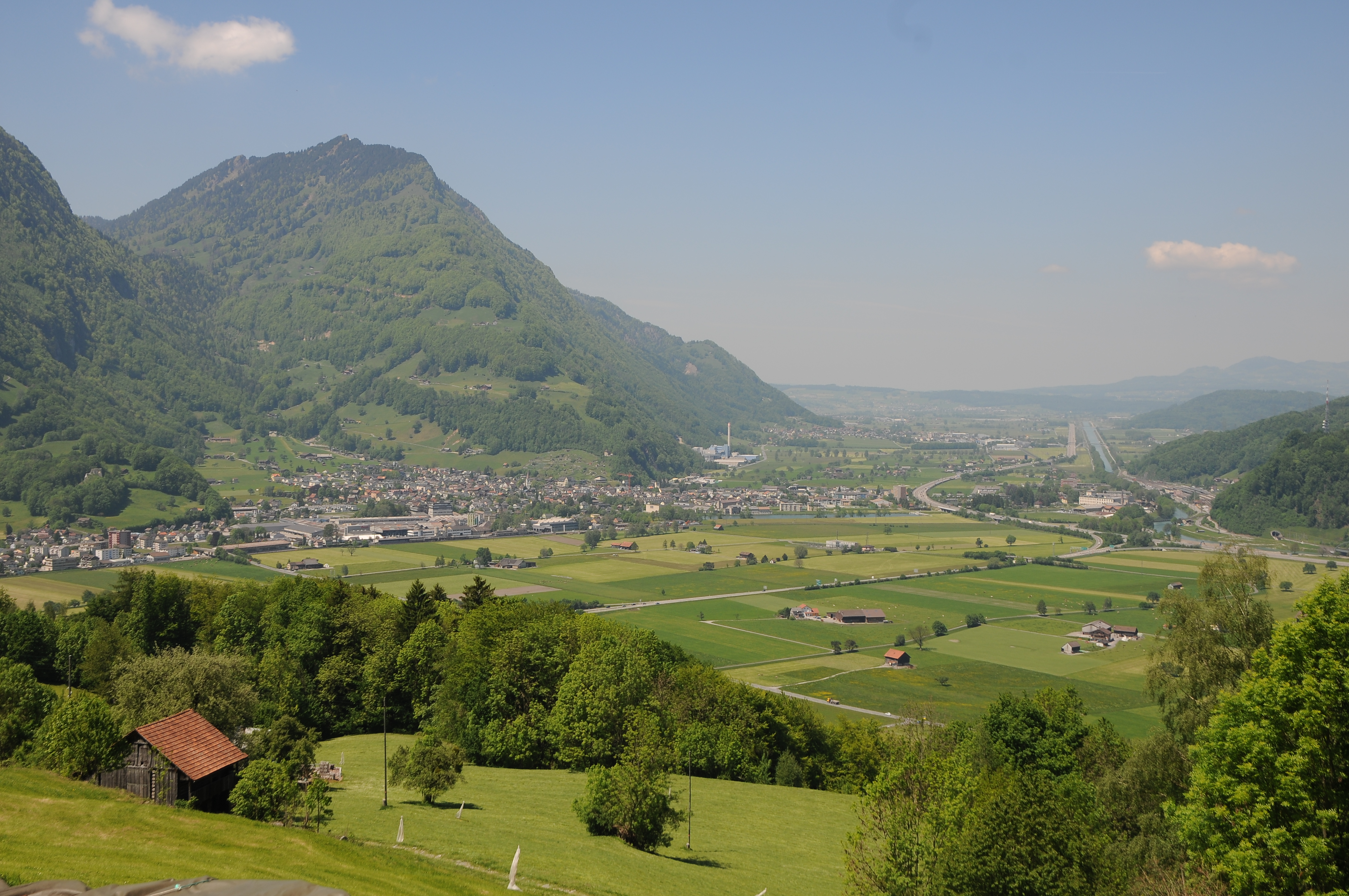
Die Linthebene.

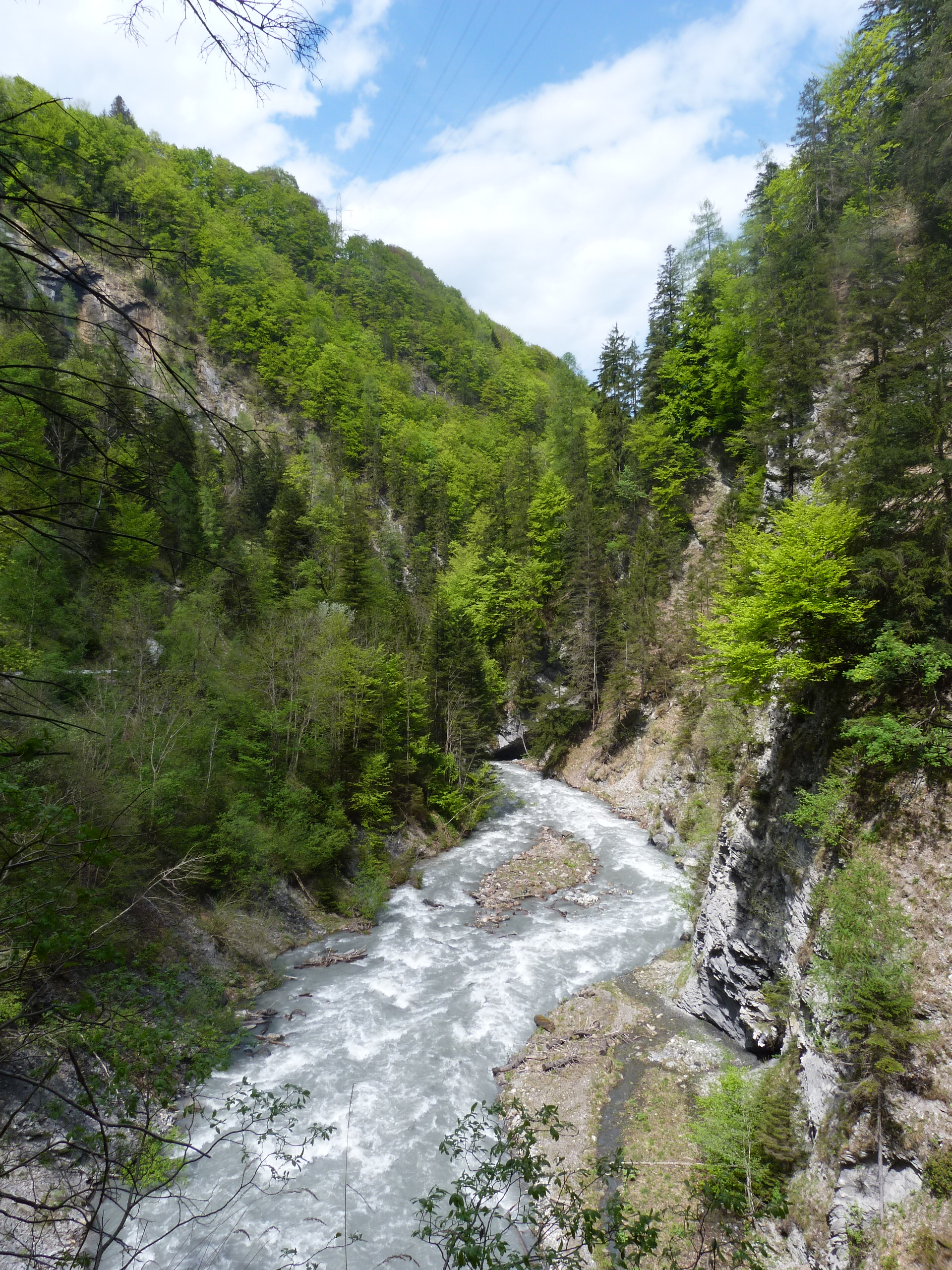
Taminaschlucht bei Hochwasser im Mai 2013

- Rheintal, St. Galler Rheintal oder Alpenrheintal

S
- Seeztal
- St. Galler Rheintal

T
- Taminaschlucht
- Taminatal
- Toggenburg

W
- Weisstannental

## Kanton Schaffhausen

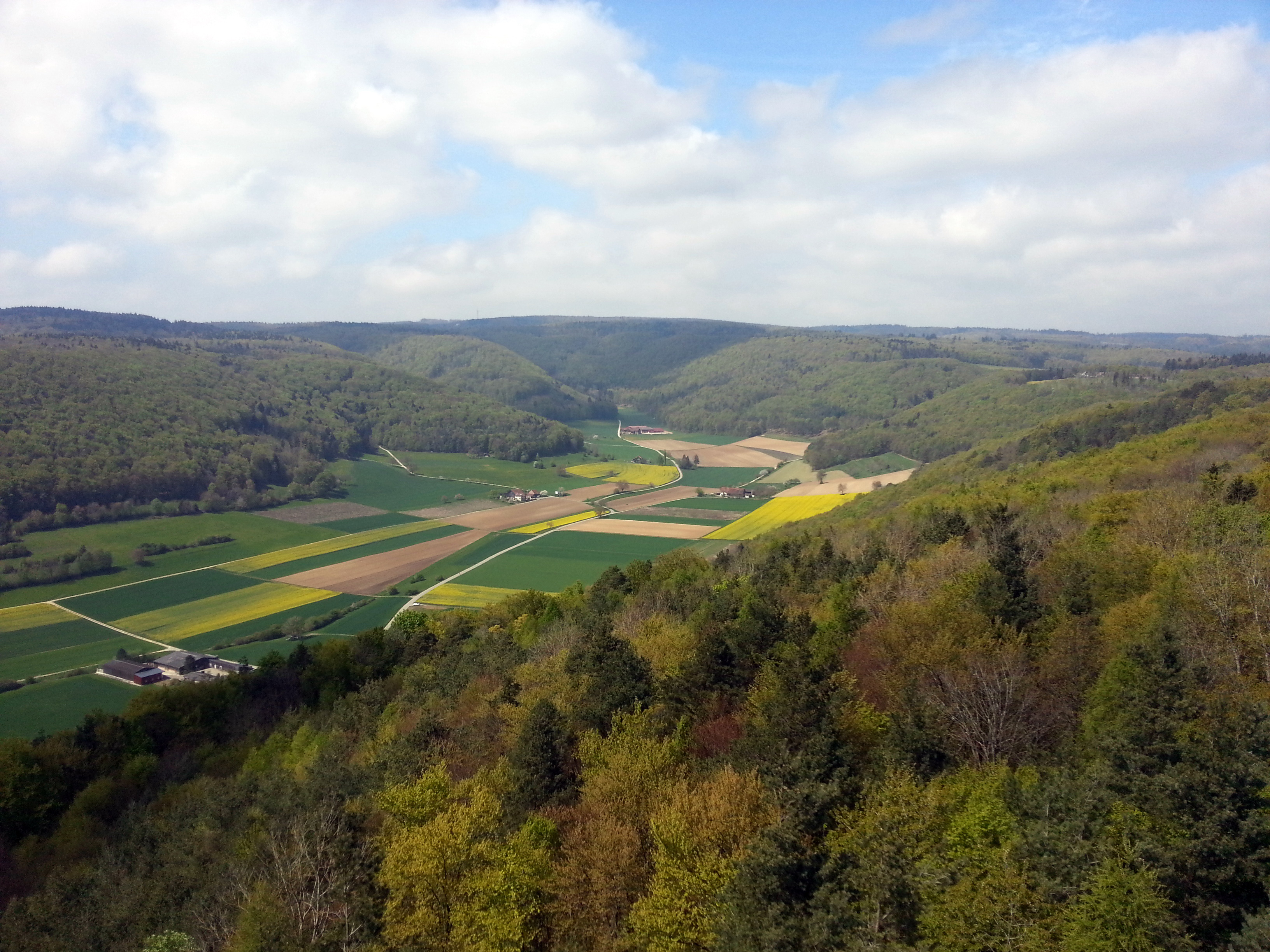
Lieblosental

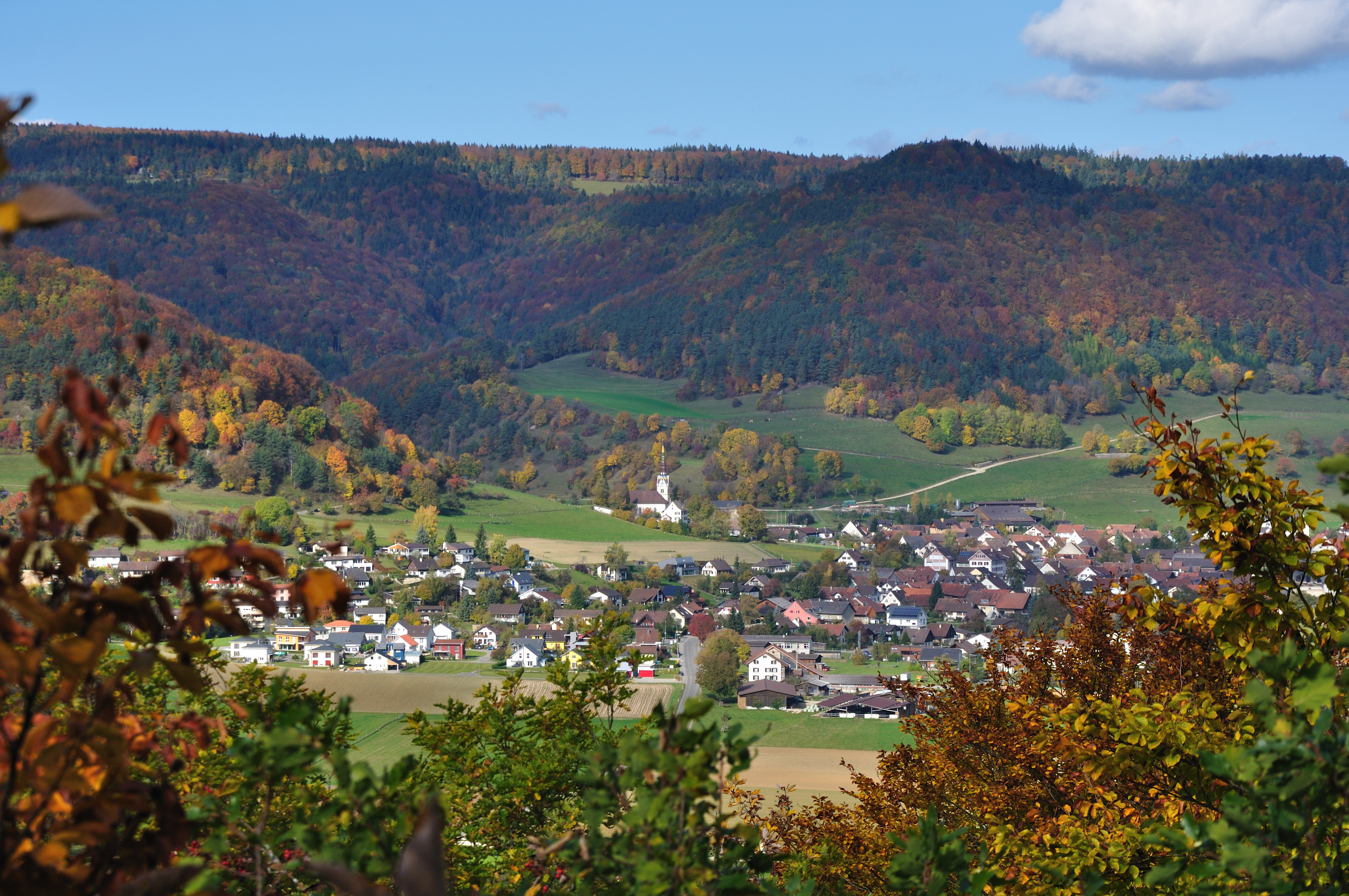
Merishausertal

B
- Bibertal

E
- Eschheimertal

F
- Freudental (SH)

H
- Hemmentalertal
- Herblingertal

L
- Lieblosental

M
- Merishausertal
- Mühlental

O
- Orserental

R
- Randental

W
- Wangental
- Wutachtal

## Kanton Tessin

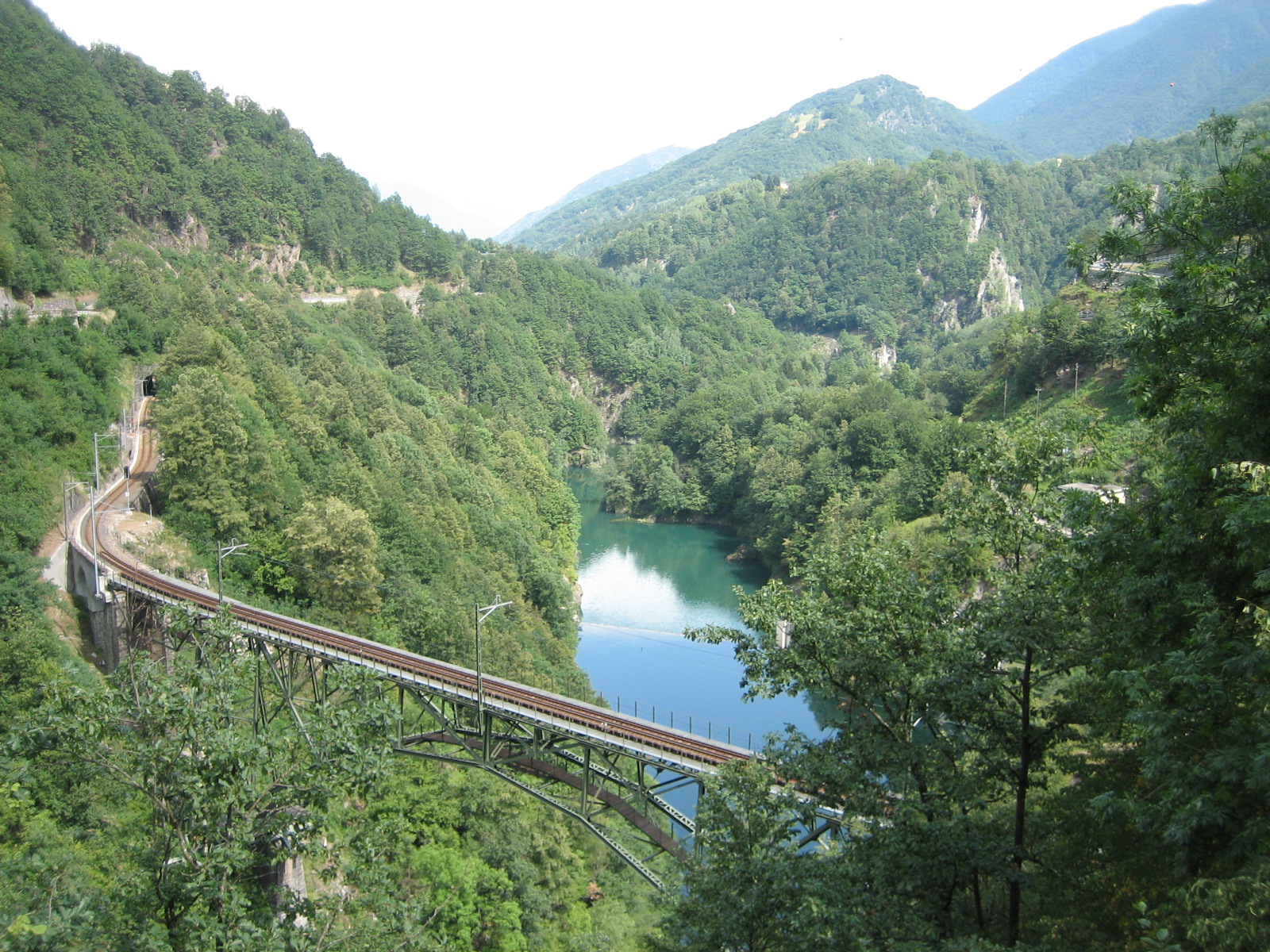
Das Centovalli bei Camedo.

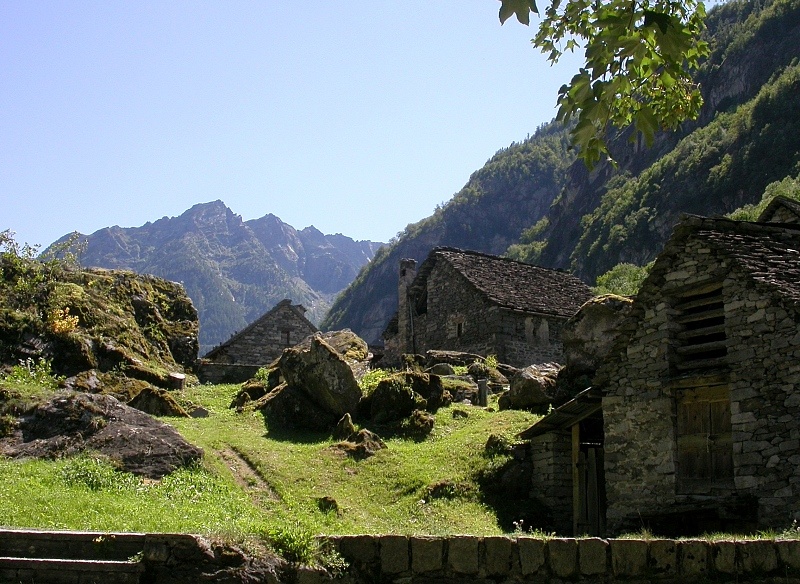
Das Maggiatal.

B
- Bavonatal
- Val Bedretto
- Valle di Blenio

C
- Val Cadlimo
- Val Colla
- Centovalli

L
- Val Lavizzara
- Valle Leventina

M
- Valle Maggia
- Valle Morobbia
- Muggiotal

O
- Onsernonetal

P
- Val Piora
- Piottino-Schlucht
- Val Piumogna

R
- Riviera

V
- Valle Verzasca

## Kanton Thurgau
M
- Murgtal

S
- Speckbachtobel

T
- Thurtal

## Kanton Uri

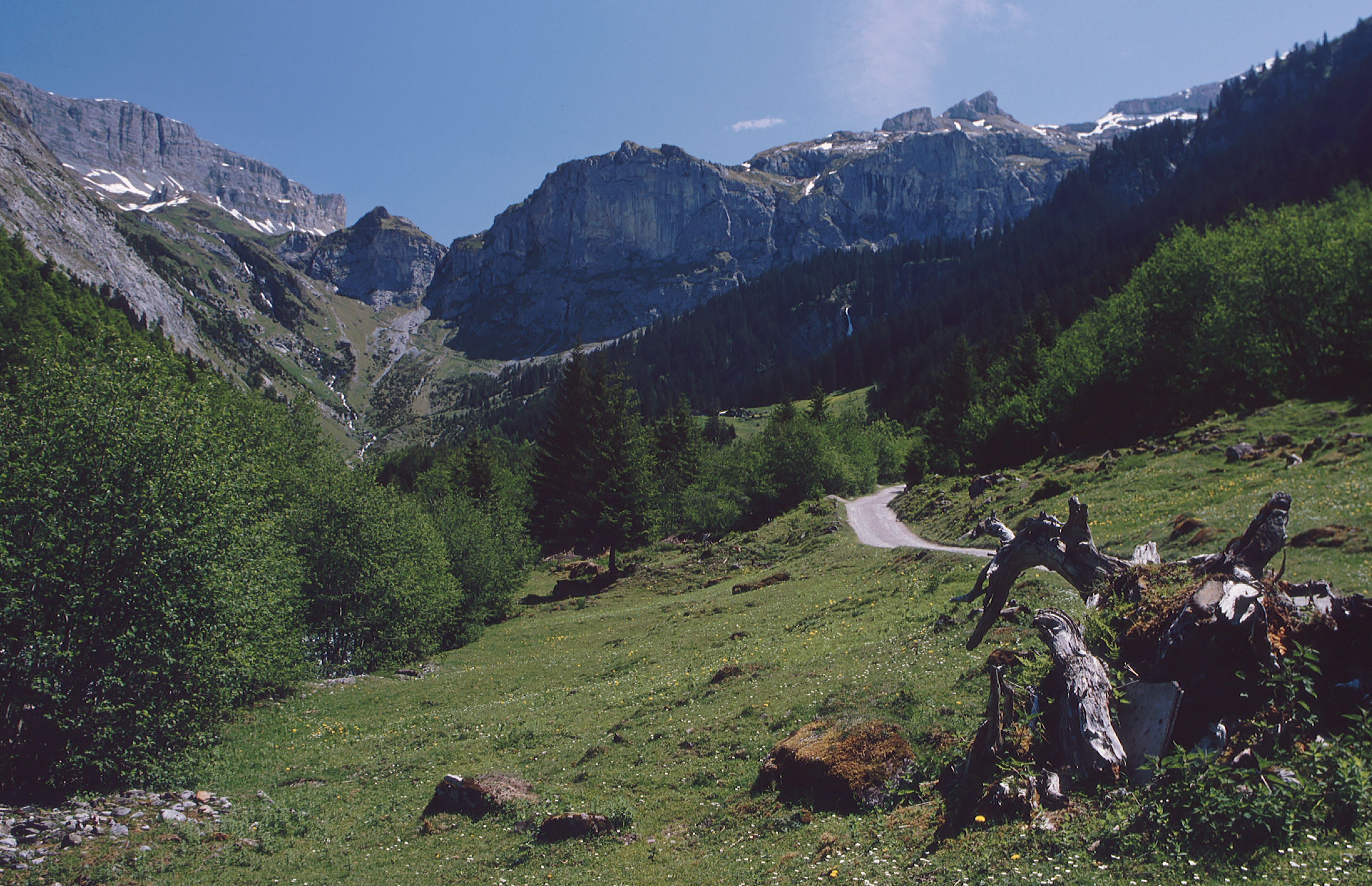
Das Schächental.

B
- Brunnital (zum Schächental)
- Brunnital (zum Maderanertal)

E
- Engelbergertal

F
- Fellital

G
- Gitschital

M
- Maderanertal
- Meiental

S
- Schächental
- Schöllenen

U
- Urserental

W
- Witenwasserental

## Kanton Waadt

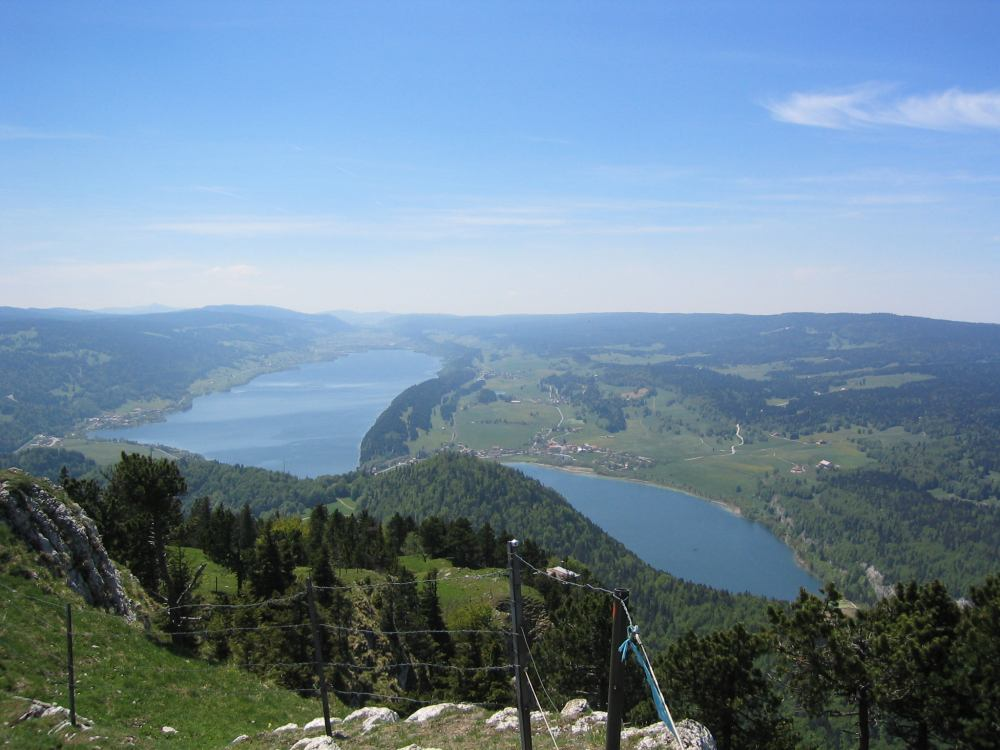
Lac de Joux und Lac Brenet im Vallée de Joux.

C
- Creux du Van

O
- Orbeebene

P
- Pays-d’Enhaut (Tal)
- Poëta-Raisse-Schlucht

V
- Vallée de Joux
- Vers les Lacs

## Kanton Wallis

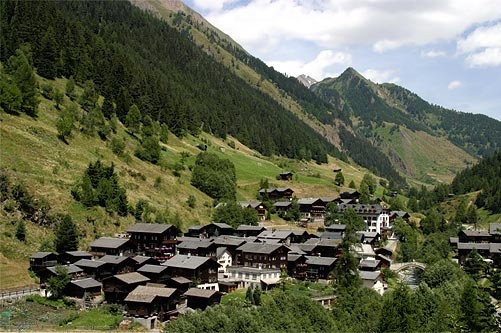
Schmidighischere im Binntal.

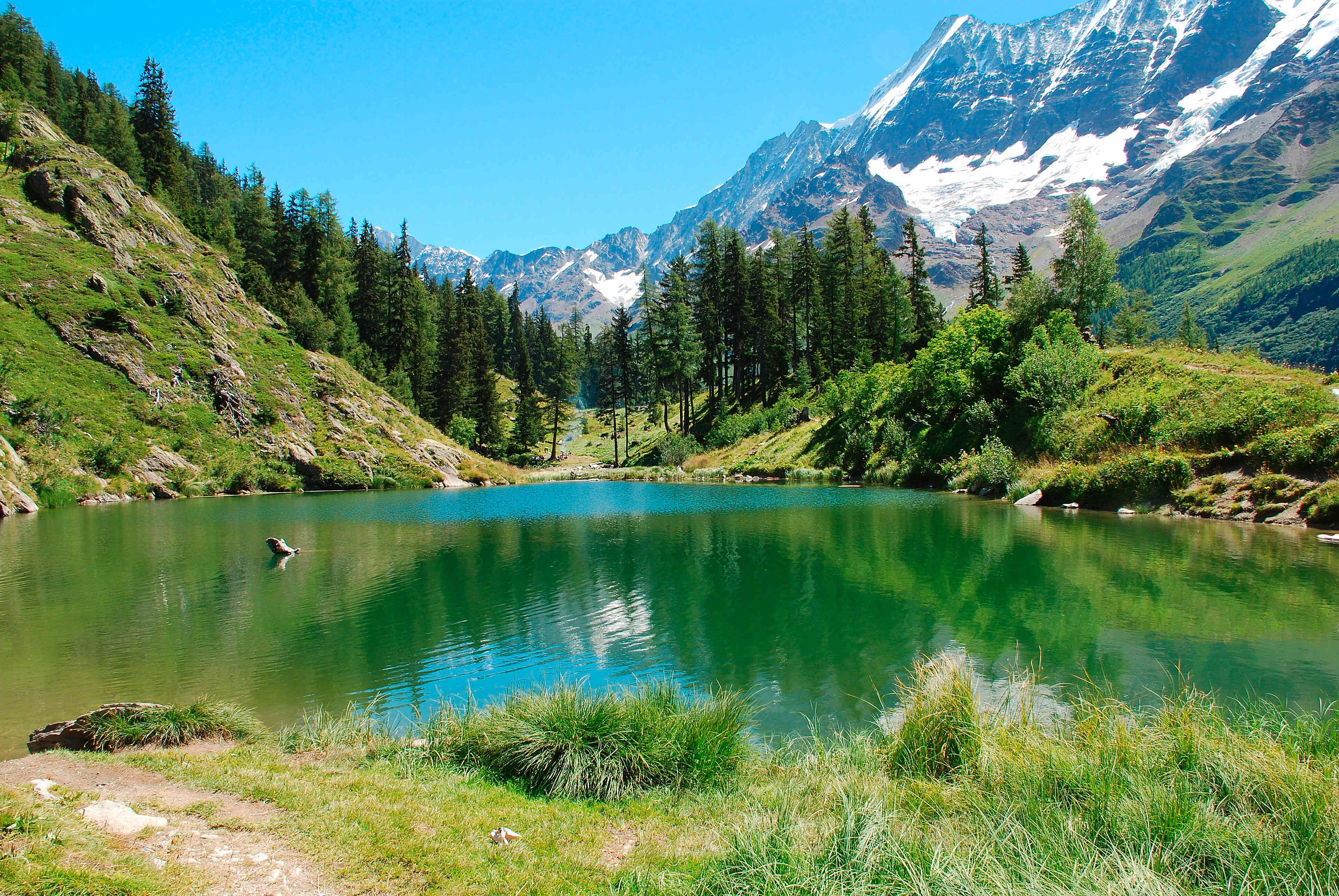
Schwarzsee im Lötschental.

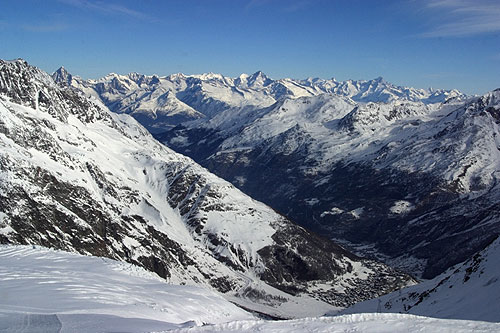
Das Saastal.

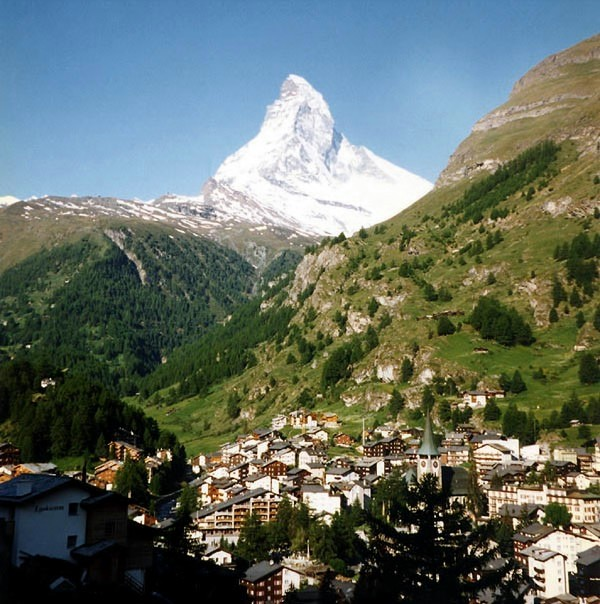
Zermatt im Mattertal.

A
- Combe de l’A
- Val d’Anniviers
- Val d’Arpette

B
- Val de Bagnes
- Binntal

D
- Dalaschlucht
- Dalatal
- Val Divedro
- Val des Dix
- Gorges du Durnand

E
- Val d’Entremont

F
- Val Ferret (Schweiz)
- Findelschlucht

G
- Gorges du Durnand

H
- Val d’Hérens
- Val d’Hérémence

I
- Illgraben
- Val d’Illiez

J
- Jungtal

L
- Lengtal
- Lötschental

M
- Massaschlucht
- Mattertal
- Mättital
- Val de Morgins

N
- Nanztal

R
- Val de Réchy
- Rhonetal

S
- Saastal
- Vallée de la Sionne

T
- Vallée du Trient
- Turtmanntal

V
- Vispertal

Z
- Zmutt

## Kanton Zürich

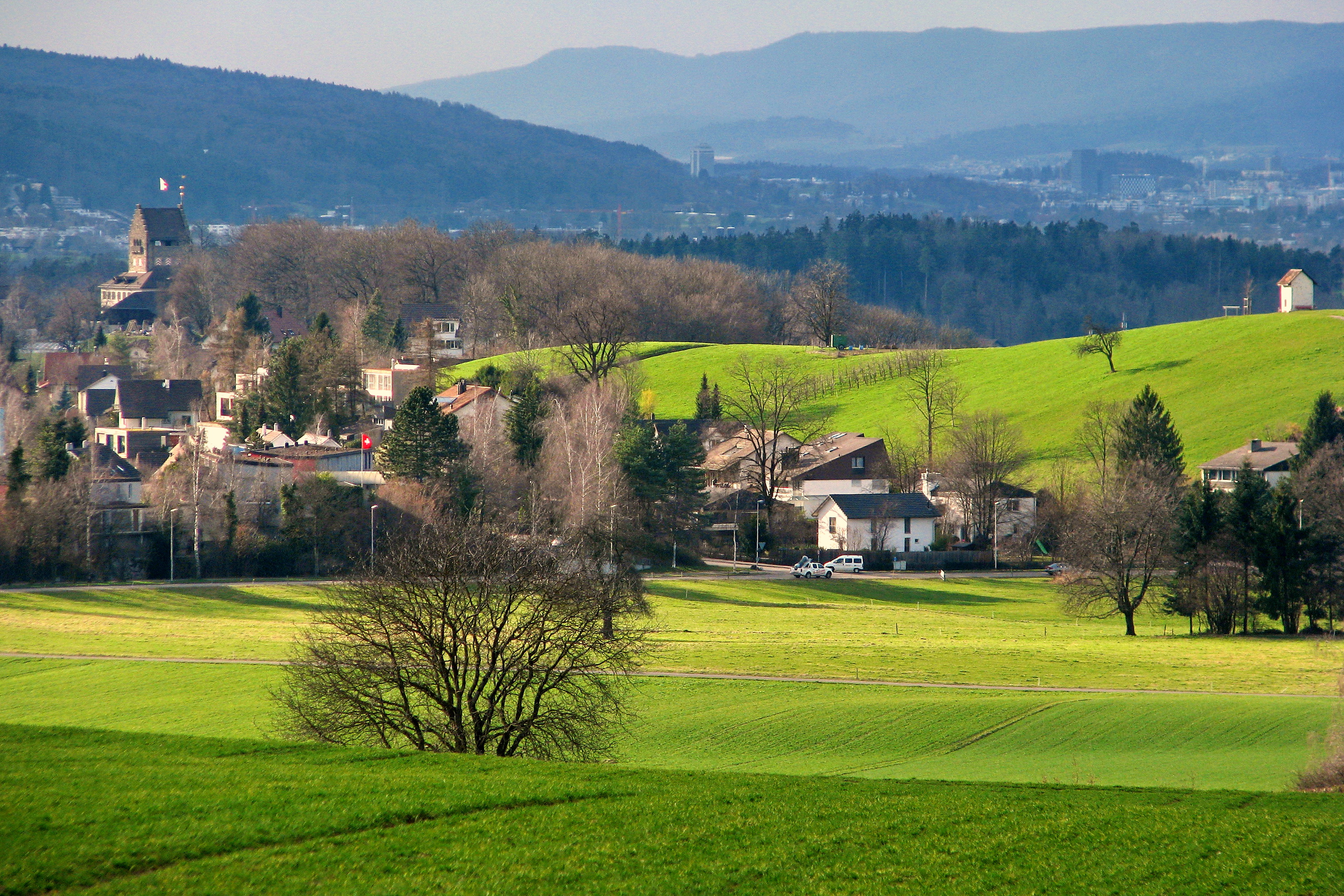
Sicht von Uster auf das Glatttal.

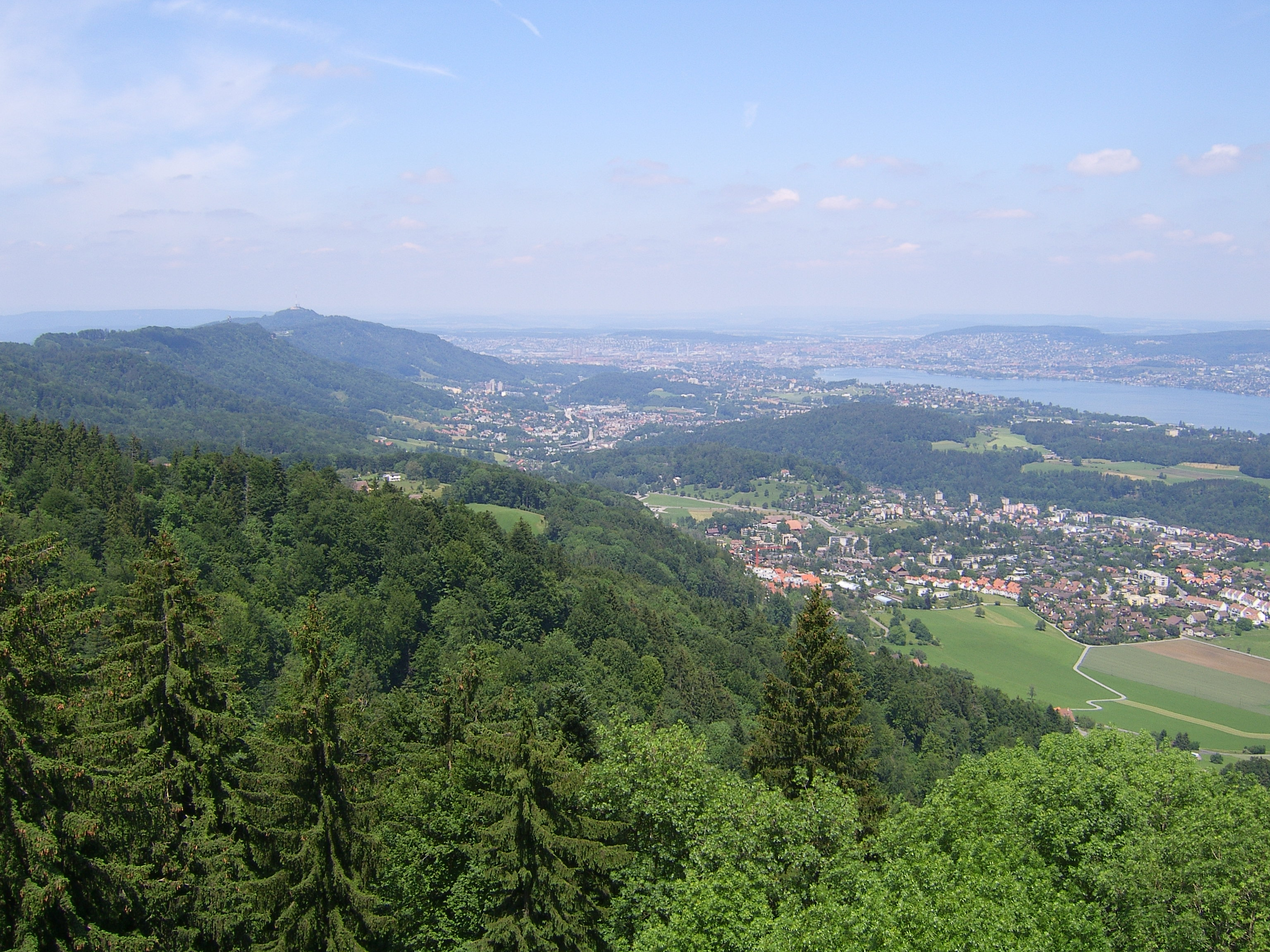
Blick in das Sihltal auf Langnau am Albis, Adliswil und Zürich

A
- Aatal

B
- Brandrütitobel

F
- Furttal

G
- Glatttal

J
- Jonental

L
- Limmattal

S
- Sihltal

T
- Tösstal

W
- Wehntal
- Wehrenbachtobel